# Onda mecánica
Las ondas mecánicas son perturbaciones de las propiedades mecánicas, densidad y presión, que generan oscilaciones locales de los átomos de un medio material, propagándose a otros átomos del medio. La propiedad más importante de las ondas, en general, incluidas las de naturaleza mecánica, es que, al propagarse, transportan información y energía. La energía transportada por las ondas puede llegar a ser catastrófica como sucede con las ondas sísmicas o con el oleaje en una tormenta marina. 
Todas las ondas mecánicas requieren de: 
1. El medio material deformable o medio continuo, como un fluido o un sólido, en el que se propague la perturbación.
2. La fuente capaz de generar las perturbaciones en el medio.
3. La forma de propagarse: Al generarse la perturbación en la fuente, las partículas del medio (átomos o moléculas) próximas a ella comienzan a  oscilar y transmiten, a su vez, la oscilación a las partículas vecinas. Este proceso se va repitiendo y constituye el fundamento de la propagación de la onda.
4. El receptor donde llega la información y la energía que transporta la onda.

Ejemplos de ondas mecánicas son las ondas sísmicas o las ondas superficiales en fluidos y sólidos. Un caso destacado de onda mecánica es el sonido. Con las ondas sonoras, los requisitos anteriores corresponden a: 1) el aire a través del cual viaja normalmente el sonido, 2) la voz o el  instrumento (en el caso de la música, instrumento musical) generadores del sonido y 4) el oído que recibe e interpreta el sonido.
Las ondas son función del tiempo y también función del espacio ya que se están propagando a su través. Por consiguiente se pueden describir como una doble oscilación en el espacio y en el tiempo; y de ahí la doble periodicidad, espacial y temporal, de las ondas periódicas. La función matemática más básica que reproduce esta doble periodicidad viene dada por las ondas armónicas. Las ondas, en general, admiten varias clasificaciones entre las que se puede destacar en ondas electromagnéticas y ondas mecánicas. Las primeras se pueden propagar por el vacío y son las responsables, por ejemplo, de la transmisión de la energía del sol a la tierra, de la radio o de la televisión, pero no van a ser consideradas aquí. Las segundas, en cambio, requieren de un medio material para propagarse. 
Lo mismo que para analizar el movimiento de un cuerpo que oscila es necesaria la aplicación de las Leyes de Newton, en especial la segunda ley de Newton, para analizar las ondas y su propagación, es necesario conocer, entender y manejar la ecuación de ondas. En ella figura su marca de identidad, la velocidad de propagación de la onda.
Las soluciones de la ecuación de ondas no son solo las ondas viajeras sino también las ondas estacionarias. Las ondas estacionarias juegan un papel importante en las aplicaciones de la física, ingeniería, medicina o incluso en la vida real; a partir de ellas se forman los modos normales de vibración característicos de las cuerdas, fluidos y sólidos. Los modos normales, propios de sistemas de tamaño limitado, tienen importancia en muy diversos entornos, como pueden ser los instrumentos musicales de cuerda o de viento o bien en aplicaciones, que van desde los fundamentos del láser, pasando por fenómenos de resonancia, hasta algunas aplicaciones en matemáticas a la teoría de grupos de tan importante aplicación en la espectroscopía vibracional y Raman. 
Dentro de las ondas mecánicas las que más repercusión tienen en la vida real, y en las aplicaciones de la ciencia e ingeniería, son las ondas sonoras, el sonido. El sonido además de constituir la forma básica de la comunicación y de la música, presenta otras muchas aplicaciones científicas y técnicas, por ejemplo en la sanidad ( ecografías ), en la industria para la inspección de equipos mecánicos (ultrasonidos) o en aplicaciones de  microscopía e  interferometría acústicas.

## Introducción

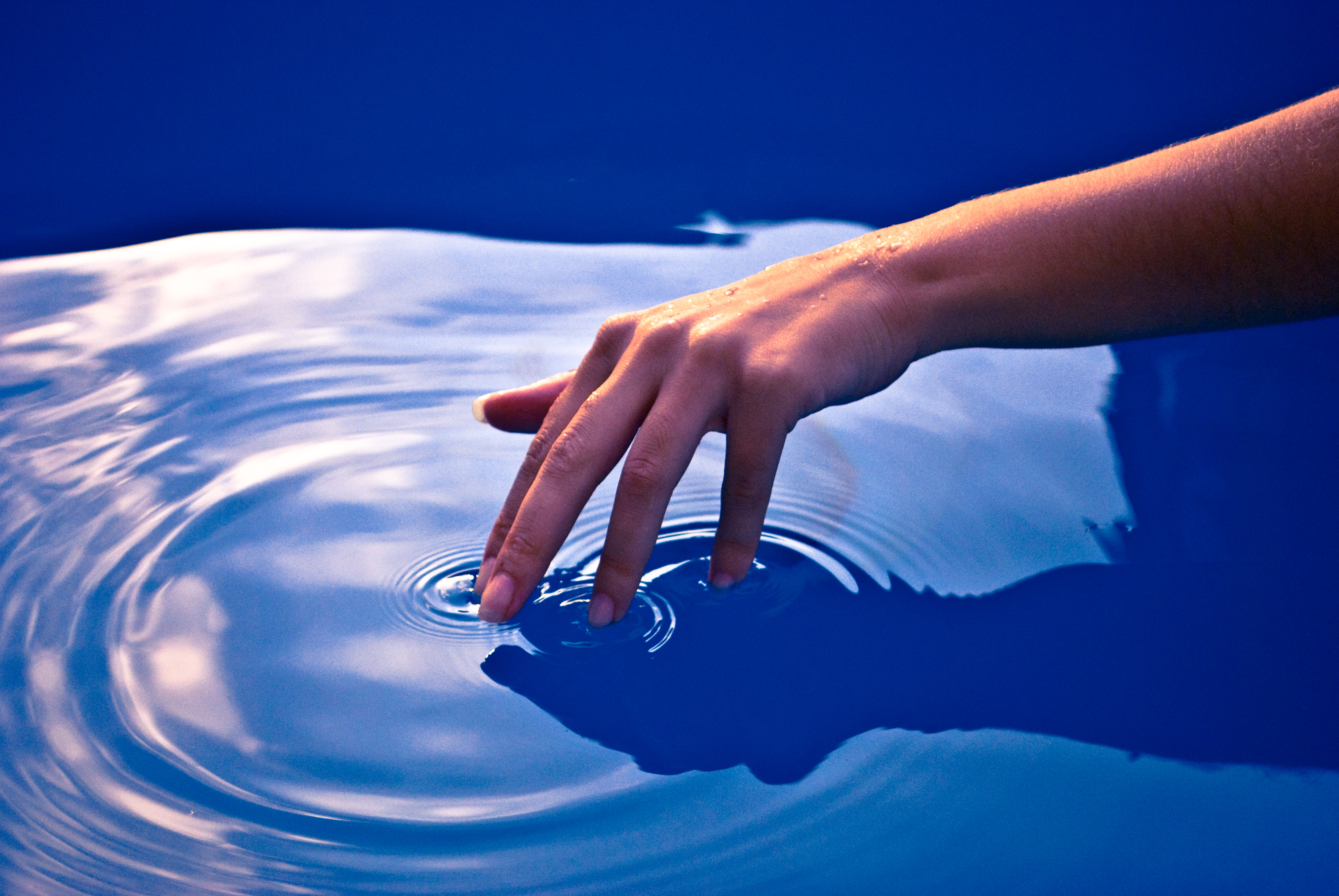
Ondas circulares generadas en la superficie del agua al golpearla con los dedos (fuente de las ondas)

El movimiento ondulatorio es un fenómeno de especial interés que abarca además, orígenes muy diferentes. Desde las ondas electromagnéticas , pasando por las ondas gravitacionales, hasta las ondas mecánicas , en especial, las ondas sonoras, son ejemplos muy importantes. Algunas ondas pueden ser observadas en la vida ordinaria y cobran, por ello, mayor atractivo. La generación de vibraciones en los medios materiales (medios de propagación de las ondas) ya sean fluidos o sólidos, son de forma general, las responsables de las ondas sonoras, esto es, de las ondas materiales que percibe el oído. Ondas sonoras son, pues, las que se generan al vibrar una cuerda tensa o al soplar por un tubo las que pueden circular a través de un fluido al crear compresiones y expansiones en el mismo, o bien, las que provienen de un sólido al ser golpeado por una fuerza externa. Las ondas que viajan por la superficie del agua también se propagan en un medio material. Tanto la superficie del agua, la cuerda, el tubo, el fluido o el sólido, juegan el papel de medios capaces de transmitir o mantener ondas de naturaleza material, es decir, las ondas mecánicas. Esta observación permite reflexionar sobre el fenómeno físico ondulatorio, extraer las ideas comunes a los diferentes casos e introducir algunos hechos básicos necesarios para entender, describir y poder implementar las ondas y las funciones matemáticas que las representan.
La experiencia indica que una piedra lanzada a la superficie del agua en reposo provoca la aparición de ondas. Las ondas en la superficie del agua se desplazan con una velocidad lenta y, por tanto, fácil de apreciar. No obstante lo que viaja con la onda no son las moléculas de agua sino el estado de la perturbación, transportando energía . Las moléculas del agua oscilan en torno a sus posiciones de equilibrio, sin embargo, no se trasladan ni se alejan de sus posiciones iniciales. Una vez ha pasado la onda, y cesada la perturbación, la superficie vuelve a su posición horizontal y las moléculas a sus posiciones de equilibrio.
Al mantener una cuerda tensa y aplicar en un extremo una pequeña y brusca sacudida, se observa cómo esta comienza rápidamente a vibrar en toda su extensión. Esto sucede debido a que la elasticidad de la cuerda tensa, al estirarla levemente y soltarla, provoca una oscilación en el extremo, generándose así una onda que se propaga a su través, transmitiendo también las oscilaciones al medio que le rodea. Finalmente puede llegar a nuestros oídos al propagarse en el aire. Por otro lado, se puede observar que cuanto más tensa esté la cuerda más rápido se desplaza el efecto. Después del paso de la perturbación y cesada la excitación, la cuerda vuelve a adoptar su posición recta inicial. En su caracterización será muy importante la noción de velocidad de propagación. Para describir una onda e implementar una función matemática sencilla que la represente, resulta útil la idea del pulso a lo largo de una cuerda, porque ayuda a comprender lo que es una onda y cómo se propaga.
Las ondas, en general, se pueden desplazar a lo largo de largas distancias, por los elementos del medio. ya sea la superficie del agua, una cuerda tensa o la masa de un fluido o de un sólido, tan sólo efectúan un movimiento limitado de vaivén u oscilación; cada elemento del medio atravesado por la onda oscila en torno a sus posiciones de equilibrio (cuando el medio estaba sin perturbar). Por consiguiente, aunque una onda no propaga materia, el patrón de onda, es decir la perturbación inicial producida en el medio puede viajar a lo largo de la materia. Como se ha mencionado, un aspecto importante de las ondas, en cambio, es que trasportan energía de un lugar a otro; la energía que inicialmente ha generado la fuerza exterior aplicada al medio y que ha producido la perturbación. Por ejemplo, la energía que se imparte a una onda superficial en el agua, se realiza mediante el golpe, en la superficie del agua, producido por una piedra o por el viento que sopla mar adentro. Tanto la noción y el fenómeno de onda como su implementación matemática son más complejos que el concepto y descripción de una oscilación en los sistemas mecánicos. Las oscilaciones más básicas son las del movimiento armónico simple (MAS) o más realista, el armónico amortiguado (debido a la fricción) que tienen lugar en numerosos sistemas físicos más o menos limitados. En las oscilaciones, la variable independiente de las funciones que las representan, es solamente una, el tiempo. Así, las posiciones espaciales que describen la oscilación son función únicamente del tiempo. Sin embargo, ahora, con el fenómeno ondulatorio, la función que lo describe posee una nueva variable independiente esta vez espacial, la posición, ya que una onda al propagarse, puede entenderse como una doble oscilación en el espacio y en el tiempo. Este hecho junto a la condición de periodicidad de las ondas, lleva asociado la necesidad de que en las funciones ondulatorias figuren parámetros característicos de naturaleza temporal como son el periodo y la frecuencia (inversa del periodo) y otros de naturaleza espacial como son la longitud de onda o el número de onda (proporcional al inverso de la longitud de onda).

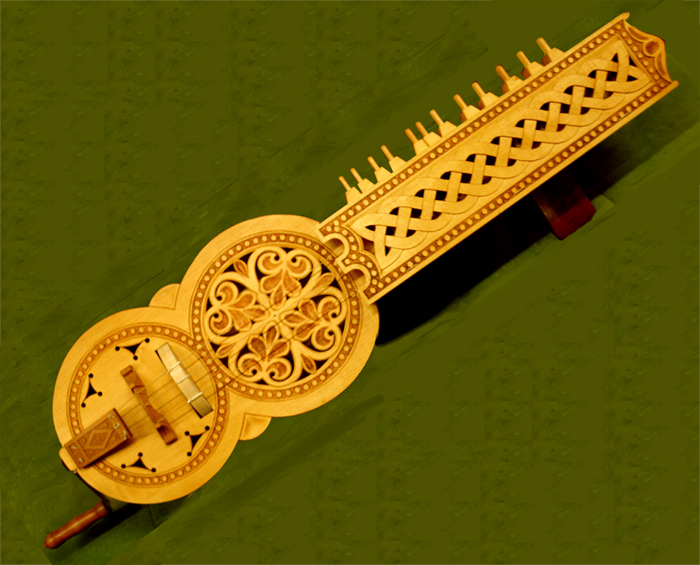
Ondas sonoras en cuerdas tensas de instrumentos musicales. Reproducción del organistrum del Pórtico de la Gloria, Santiago de Compostela (España)

Si la fuente vibra de forma sinusoidal, describiendo un movimiento armónico simple (MAS), entonces la onda generada presentará una forma matemática sinusoidal tanto en el espacio como en el tiempo. Para analizar como se propaga una onda al variar la posición y el tiempo es conveniente realizarlo observando por separado el comportamiento de las dos variables. En el espacio: si se toma una fotografía de la onda que se propaga a lo largo de un eje que puede ser considerado como eje {\displaystyle x}, en un instante dado, la onda seguirá la ley de un seno o coseno como función de la posición {\displaystyle x}. En el tiempo: si se observa el movimiento de un pequeño elemento del medio en una posición determinada durante un largo periodo de tiempo el movimiento de vaivén de ese pequeño elemento de agua o de cuerda corresponderá a un movimiento armónico simple en la variable tiempo {\displaystyle t}. Lo mismo sucederá si se observan todos y cada uno de los pequeños elementos del medio en las diferentes posiciones, afectados por la propagación de la onda. Al trabajar con funciones armónicas para representar las ondas resulta sencillo introducir algunas magnitudes básicas como son la longitud de onda {\displaystyle \lambda } y el periodo {\displaystyle T}, velocidad de propagación {\displaystyle v} y otras magnitudes asociadas.
Se puede observar otro ejemplo de interés cuando se tiene una masa sólida y se golpea con un martillo; el efecto se propaga por toda ella debido a sus propiedades elásticas. A consecuencia del golpe se ha producido un desplazamiento local forzado de los átomos del material que se manifiesta al cabo de un cierto tiempo, diferente para los diferentes puntos del sólido. El efecto producido en los diferentes puntos consiste en pequeños desplazamientos atómicos en torno a la posición que tenían en reposo (o equilibrio) y se propaga con una cierta velocidad. Cuando se les golpea con fuerza, los materiales pueden deformarse y no recuperar su condición inicial, incluso romperse. Sin embargo, para el proceso de generar ondas en medios materiales, se requieren pequeñas fuerzas exteriores que lo mantienen dentro del límite elástico del material, sin llegar a romperse ni a deformarse. Al tratarse de pequeñas fuerzas y pequeños desplazamientos es posible considerar aproximaciones lineales y obtener, en consecuencia, una ecuación de ondas lineal. Las ondas en los diferentes medios, como cuerdas, fluidos y sólidos, se crean y se propagan de forma similar y son consecuencia de sus propiedades elásticas. Estas propiedades se manifiestan por medio de magnitudes físicas como son la tensión en cuerdas, el módulo de compresibilidad en fluidos o el módulo de Young en sólidos. Casi cualquier objeto en vibración es capaz de producir ondas. La expresión más sencilla de una onda es, como se ha comentado, una sinusoidal, es decir, a la generada por una fuente que describe un movimiento armónico simple. Las ondas sinusoidales ya sean viajeras o estacionarias, son las soluciones más básicas de la ecuación de ondas. En razón, pues, del análisis de los fenómenos reales básicos y de la simplicidad matemática, se utilizan las ondas sinusoidales (las ondas armónicas más básicas). Conocidas y comprendidas éstas, resulta más sencillo ampliar el estudio a otras ondas más complejas. Otro medio material privilegiado para la propagación de las ondas mecánicas, es el interior de un fluido. Para estos propósitos, y con la finalidad de incluir la fuente de las ondas, se utiliza el modelo de un tubo cilíndrico relleno de un fluido y limitado solo por una base plana donde se puede mover un émbolo para generar ondas viajeras (ondas progresivas o regresivas), sin otra limitación. Si por el contrario se incluye la segunda base plana del cilindro para confinar el fluido, se generarán ondas estacionarias y modos normales provenientes de la superposición de una onda generada por el émbolo con otra generada por reflexión en la segunda base plana del cilindro.
Para comprender el fenómeno ondulatorio, es necesario distinguir entre ondas viajeras y ondas estacionarias. Las primeras se propagan en un medio que se considera en regiones amplias (por ejemplo, propagación a lo largo de un eje de coordenadas) para que esa propagación prosiga. Las segundas son el resultado de la superposición de una onda incidente y otra reflejada en un límite o frontera del medio material en el que se propagan y por eso suelen asociarse a sistemas de dimensiones limitadas como pueden ser los tubos de fluido confinados o los instrumentos musicales de cuerda, de percusión y de viento. Las ondas estacionarias obedecen también a la ecuación general de ondas. Sin embargo su expresión analítica presenta una formulación matemática peculiar donde las variables temporal y espacial están separadas (variables separadas).

Generación de ondas sonoras en tubos de fluido (aire). Tubo de Kundt. En azul la onda de desplazamiento, en naranja la onda de presión.

Desde el punto de vista geométrico, de la simetría de la fuente y del medio, también es posible clasificar las ondas. Dos tipos básicos de ondas son las ondas planas y las ondas esféricas. Las primeras presentan un tratamiento matemático más simple (en una dimensión) si bien incorporan ya las formulaciones y parámetros físicos y matemáticos característicos de las ondas. Estas ondas se caracterizan por viajar en una determinada dirección (por ejemplo, a lo largo del eje {\displaystyle x}) y por ello se simplifica su estudio enormemente.
La fuente que origina un pulso de onda en una cuerda tensa es, por ejemplo, una sacudida producida en un extremo. Las propiedades elásticas son las que contribuyen a desplazar el pulso, debido a las fuerzas de cohesión existentes entre las secciones adyacentes de la cuerda. En cuanto a la energía que transmite el pulso procede del trabajo realizado por la fuerza que el individuo realiza en la sacudida. En una pieza sólida puede generarse la onda mediante un golpe de martillo. La energía suministrada por la fuerza aplicada, provoca vibraciones en el sólido al propagarse la onda, transmitiendo de esta forma, a los átomos del sólido, la energía obtenida en el golpe inicial.
Otro aspecto a destacar cuando se consideran las ondas en una dimensión, es su interés en las situaciones prácticas del mundo que nos rodea. Ejemplo de ello es la cuerda tensa, que resulta muy interesante para la deducción de la ecuación de ondas o para analizar cómo se propaga la energía debido al movimiento ondulatorio. Muy importante también es dar a conocer las magnitudes de medida de la energía que transportan las ondas como la intensidad del movimiento ondulatorio o el concepto de la energía por unidad de volumen o densidad de energía en la región donde tiene lugar el fenómeno ondulatorio.
Un aplicación muy importante de las ondas materiales es el sonido, caracterizado por las ondas de desplazamiento de las partículas del medio, las ondas de densidad y las ondas de presión. Los tres tipos de onda y la variación de las magnitudes físicas correspondientes, están relacionadas; siendo las ondas de presión las más relevantes. Para el estudio y comprensión de las ondas sonoras son aplicables los conocimientos comentados en párrafos anteriores sobre las ondas mecánicas. También son aplicables al sonido las medidas de la energía que transporta la onda, adaptando las escalas de medida, en este caso, al sistema receptor humano, el oído.

## Ondas viajeras. Ondas periódicas

### Descripción matemática
Una onda viajera es una perturbación que se propaga por un medio con una determinada velocidad {\displaystyle v}. El paso de una onda a través de un medio genera unas alteraciones en ese medio que cesan tras el paso de la onda. La función matemática que va a representar la onda expresa esas variaciones con respecto al medio sin perturbar, dependiendo de la posición de las partículas del medio en el que se propaga y del tiempo. Además, la velocidad de propagación de la onda {\displaystyle v} va a depender de las propiedades del medio y, en el caso de las ondas materiales, de alguna propiedad elástica, por ejemplo, de la tensión en una cuerda tensa al oscilar, del módulo de elasticidad de un sólido o del módulo de compresibilidad de un fluido al paso de la onda, como se verá en la sección 4. En los estudios y ejemplos relativos a las ondas presentados aquí {\displaystyle v} es constante porque los medios materiales que se presentan, son lineales homogéneos e isótropos.
Para abordar el estudio de las ondas viajeras , se debe analizar en primer lugar la relación que existe entre las variables espaciales y el tiempo al avanzar la onda. Hay que considerar que la onda al desplazarse por el medio, como es el caso de un pulso, no cambia de forma si se compara en un instante inicial y en instantes posteriores. Algo análogo sucede con cualquier onda viajera, por ejemplo, con las ondas armónicas que al avanzar en el medio se vuelve a encontrar la misma forma de la onda para otras posiciones en instantes posteriores al considerado. Para ilustrarlo, se pueden construir dos sistemas de referencia uno que viaje con la onda, sistema móvil, que se denominará {\displaystyle O'} y otro sistema fijo {\displaystyle O} donde se encuentra el experimentador que realiza la observación. Por sencillez para facilitar la descripción de la onda viajera, se tomará uno de los ejes de referencia de los dos sistemas coincidiendo con la dirección de propagación de la onda, y que se considera, el eje {\displaystyle X}. La forma de la perturbación del medio viene expresada mediante una función {\displaystyle f}.
Se consideran, por tanto, los dos sistemas de referencia {\displaystyle O(X,Y)} y {\displaystyle O'(X',Y')} con los ejes {\displaystyle Y} e {\displaystyle Y'} paralelos y los ejes {\displaystyle X} y {\displaystyle X'} se encuentren sobre una misma recta, la que se va a hacer coincidir con la dirección de propagación de la onda. Inicialmente para {\displaystyle t=0} los dos sistemas de referencia coinciden. Al cabo de un tiempo {\displaystyle t} el sistema de referencia {\displaystyle O'} se encuentra desplazado respecto a {\displaystyle O} en una distancia {\displaystyle A} hacia la derecha con {\displaystyle A>0}, de modo que se define la traslación mediante la siguiente transformación de coordenadas
{\displaystyle x'=x-A}
{\displaystyle y'=y}
La forma de la perturbación en {\displaystyle t=0} vendrá descrita por {\displaystyle y(x,0)=f(x)}. Al mantener la forma, característica de la onda viajera, en un instante posterior {\displaystyle t}, la onda vendrá descrita sobre el sistema {\displaystyle O'} por una curva {\displaystyle y'(x,t)=f(x')} representativa de la forma en que se está alterando el medio o sea la perturbación sufrida por el medio al paso de la onda. Si ahora, en el instante t se elige un punto arbitrario {\displaystyle P} situado sobre la curva, sus coordenadas en el sistema móvil {\displaystyle O'} serán {\displaystyle x'} e {\displaystyle y'} y sus coordenadas en el sistema fijo {\displaystyle O} serán {\displaystyle x} e {\displaystyle y}. Y la función anterior expresada en el sistema {\displaystyle O} será {\displaystyle y(x,t)=f(x-A)} , de forma que,
{\displaystyle y'(x',t)=f(x')=y(x,t)=f(x-A)}.
Si con estos dos sistemas de referencia fijo y móvil, se representa el movimiento de la onda viajera, lo que sucede es que el sistema {\displaystyle O'} se está moviendo respecto al {\displaystyle O} con una velocidad {\displaystyle v} constante (la velocidad de propagación de la onda) y, si se empieza a contar el tiempo cuando los orígenes {\displaystyle O} y {\displaystyle O'} coinciden, entonces se puede expresar un desplazamiento {\displaystyle A} del sistema {\displaystyle O'} al sistema {\displaystyle O} como {\displaystyle A=vt}. Por lo tanto, las ecuaciones de traslación y la función {\displaystyle f} al cabo de un tiempo {\displaystyle t} , son las siguientes,
{\displaystyle x'=x-A=x-vt}
{\displaystyle y'=y},
{\displaystyle y'(x',t)=y(x,t)=f(x-vt)} .
La perturbación {\displaystyle f} que se desplaza con una velocidad {\displaystyle v} respecto al sistema de referencia {\displaystyle O} y, además mantiene la forma en su desplazamiento espacial y temporal representa la noción básica de una onda viajera.
Se puede considerar idéntico razonamiento, si la perturbación avanza con una velocidad {\displaystyle v} esta vez hacia la izquierda (existen dos posibilidades de desplazamiento para un movimiento en una dirección), se tendrá por el mismo razonamiento con una traslación {\displaystyle A>0} de forma que al propagarse la onda con una velocidad {\displaystyle v}, en un instante {\displaystyle t}, el parámetro {\displaystyle A} tome un valor {\displaystyle A=vt} pero ahora las ecuaciones de la traslación de coordenadas son
{\displaystyle x'=x+A=x+vt}
{\displaystyle y'=y},
de modo que la función que representa a la onda en un instante {\displaystyle t} tendrá la expresión {\displaystyle y'(x',t)=f(x')=y(x,t)=f(x+A)=f(x+vt)}.

Ondas Viajeras. En negro la onda en el instante =0. En color verde la onda se propaga hacia la derecha, onda progresiva, y mantiene su forma en instantes t posteriores. En color rojo la onda se propaga hacia la izquierda, onda regresiva, y mantiene su forma en instantes posteriores.

Se ha comprobado, por tanto, que si la onda viajera se propaga en una dimensión, puede avanzar tanto hacia la derecha como hacia la izquierda y las variables {\displaystyle (x,t)} estarán relacionadas en la forma {\displaystyle x-vt} (para su propagación hacia la derecha) o {\displaystyle x+vt} (para su propagación hacia la izquierda). Una expresión tan básica para representar matemáticamente la onda viajera reúne las propiedades determinantes para poder representar el citado movimiento en una dimensión: {\displaystyle y(x,t)=f(x\pm vt)} es la forma de la onda o estado de perturbación del medio por el que se propaga la onda, {\displaystyle v} es la velocidad de propagación, {\displaystyle x} representa la dirección de propagación y, el signo de {\displaystyle \pm vt} indica el sentido de propagación de la onda.,
Por otro lado, se observa como la onda depende de dos variables independientes la posición {\displaystyle x} y el tiempo {\displaystyle t}. En cuanto a la variable dependiente y, representativa del estado de perturbación debe reflejar otra propiedad básica de las ondas. Su carácter transversal o longitudinal al propagarse. Si la perturbación varía en una dirección perpendicular a la dirección de avance de la onda, en el párrafo anterior el eje {\displaystyle X}, es lo que se conoce como onda transversal. Un caso importante de onda transversal es la que se propaga a lo largo de una cuerda tensa tras una pequeña sacudida en un extremo. En tal caso la función {\displaystyle y(x,t)} representativa del estado de perturbación en la posición {\displaystyle x} y tiempo {\displaystyle t}, es perpendicular a la variable {\displaystyle x} representativa de la dirección de propagación. En la segunda forma de oscilar, la perturbación varía en la misma dirección de avance de la onda, es la denominada onda longitudinal. La onda sonora es un caso importante de onda longitudinal donde, al avanzar la onda (por ejemplo en la dirección del eje {\displaystyle X}), las moléculas del medio (un fluido o bien, un sólido) oscilan alrededor de sus posiciones de equilibrio (a lo largo del eje {\displaystyle X}) generando, en la región de propagación, zonas de compresión (de mayor densidad) alternando con zonas de expansión (de menor densidad). Esta perturbación en forma de onda longitudinal, se manifiesta como la variación de tres magnitudes físicas que entran en el juego al perturbarse el medio:
1) un desplazamiento de las moléculas respecto de su posición de equilibrio en la dirección de avance de la onda (onda longitudinal) {\displaystyle s(x,t)}, es la onda de desplazamiento,
2) una variación de presión respecto de la presión del medio sin perturbar {\displaystyle p(x,t)}, es la onda de presión y finalmente
3) una variación de densidad {\displaystyle \Delta \rho (x,t)} respecto a la densidad del medio sin perturbar, es la onda de densidad.
Obsérvese que tanto en las ondas transversales como en las longitudinales propagándose por un medio a una velocidad {\displaystyle v} constante, existe un movimiento local de las partículas del medio sujeto a unas leyes dinámicas que responden a las fuerzas que actúan en los medios elásticos.

### Ondas periódicas
Las ondas viajeras de mayor interés son las ondas periódicas. Presentan una doble periodicidad. Por un lado, la periodicidad temporal en la que fijada una posición {\displaystyle x=x_{A}}, al cabo de un cierto tiempo el valor de la función vuelve a ser el mismo {\displaystyle f(x_{A},t_{1})=f(x_{A},t_{2})=f(x_{A},t_{3})=...=f(x_{A},t_{n})} . Si los tiempos {\displaystyle t_{1},t_{2},t_{3},...,t_{n-1},t_{n}} son consecutivos, entonces la diferencia {\displaystyle t_{2}-t_{1}=t_{3}-t_{2}=t_{4}-t_{3}=...=t_{n}-t_{n-1}=T}. Ese valor común {\displaystyle T}, es el periodo o el menor tiempo en el que la función vuelve a tomar el mismo valor.
Como la función de onda depende también de la posición, la onda periódica tiene además una periodicidad espacial, llamada longitud de onda {\displaystyle \lambda }. Fijado un tiempo {\displaystyle t=t_{B}} se define {\displaystyle \lambda } como la menor distancia en la que la función vuelve a tomar el mismo valor. Así: {\displaystyle f(x_{1},t_{B})=f(x_{2},t_{B})=f(x_{3},t_{B})=...=f(x_{n},t_{B})} o sea {\displaystyle x_{2}-x_{1}=x_{3}-x_{2}=x_{4}-x_{3}=...=x_{n}-x_{n-1}=\lambda }.
La onda periódica básica es la onda sinusoidal, en forma seno o coseno:
{\displaystyle y(x,t)=A\,sen[k(x\pm vt)]}
cuyo argumento debe estar necesariamente radianes. En consecuencia la constante multiplicativa {\displaystyle k}  introducida en el argumento de la función y para cumplir con tal condición, tiene las dimensiones de radianes/m y el producto {\displaystyle kv}  las de radianes/s. La forma habitual de presentar la función sinusoidal es
{\displaystyle y(x,t)=A\,sen(kx\pm \omega t)}.
En esta expresión común de las ondas sinusoidales, {\displaystyle k}  es un parámetro característico relacionado con la periodicidad espacial como {\displaystyle k=2\pi /\lambda } denominado número de onda y {\displaystyle \omega } es un parámetro característico temporal llamado frecuencia angular o pulsación, relacionado con la periodicidad espacial en la forma {\displaystyle \omega =2\pi /T}.

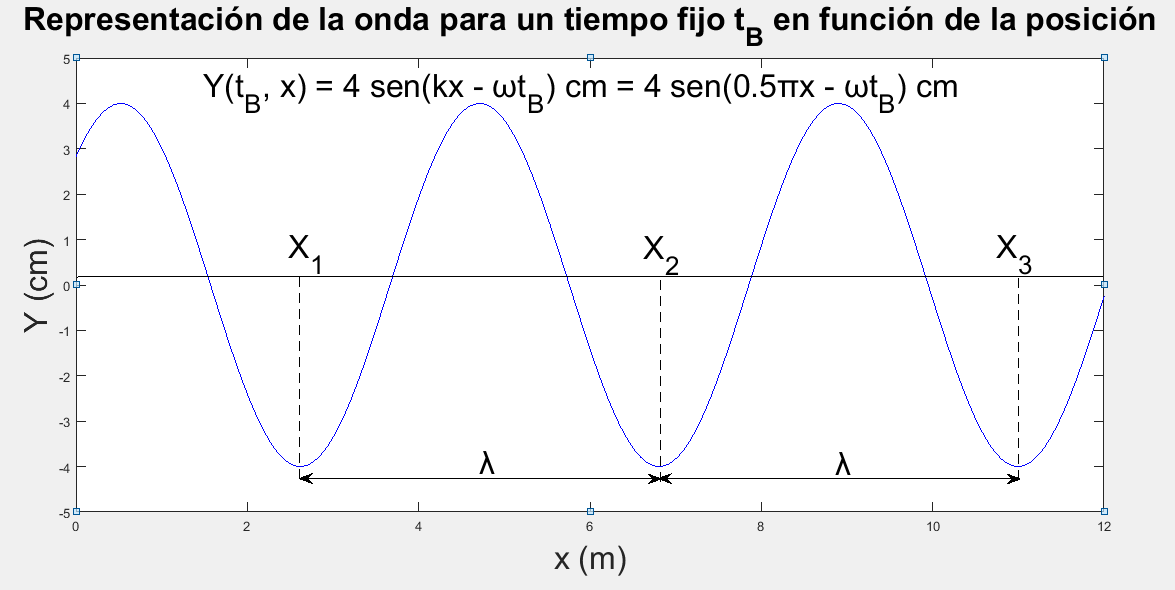
Representación de una onda sinusoidal de amplitud 4 cm y número de onda {\displaystyle k=0.25\pi \ rad/m} para un tiempo fijo tB en función de la posición. La longitud de onda {\displaystyle \lambda } aparece descrita gráficamente.
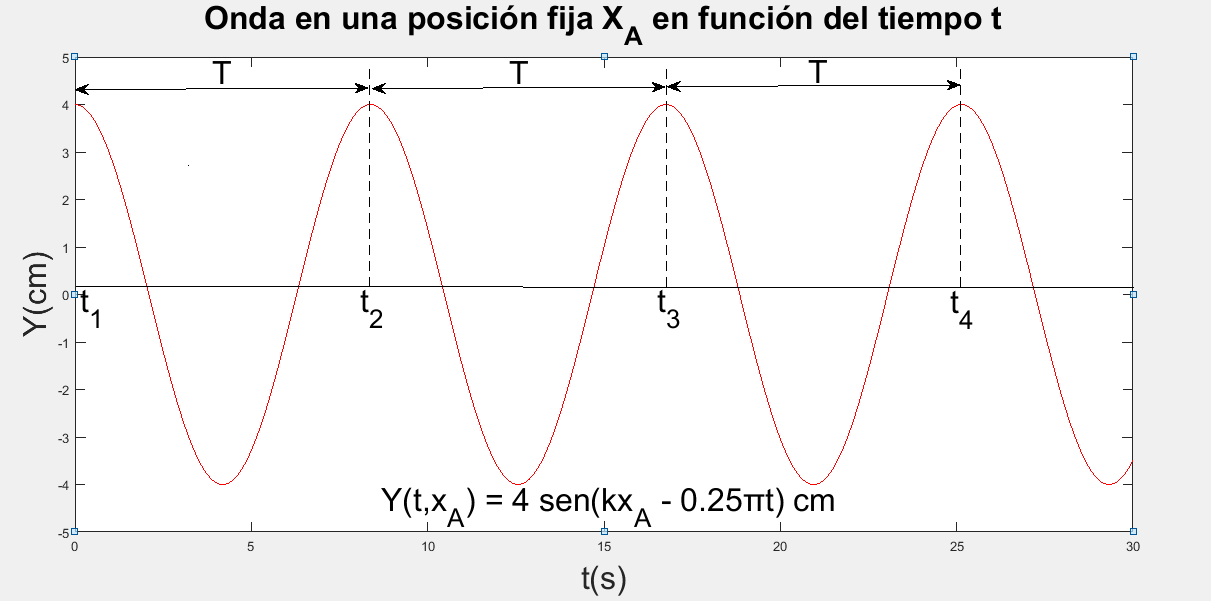
Representación de una onda sinusoidal de amplitud 4 cm y pulsación {\displaystyle \omega =0.25\pi \ rad/s} para una posición fija xA en función del tiempo. El periodo {\displaystyle T} aparece descrito gráficamente.

Cuando un medio material es atravesado por ondas periódicas, las partículas del medio oscilan describiendo una combinación de movimientos armónicos simples. Las ondas sinusoidales son básicas ya que cualquier onda periódica puede escribirse como una combinación de ondas sinusoidales según se demuestra en el Teorema de Fourier.,

#### Ondas periódicas transversales

Generación de un pulso transversal que se propaga por la cuerda

Cuando la onda se propaga produciendo una oscilación periódica de las partículas del medio, perpendicular a la dirección de propagación, se denomina onda periódica transversal. Un caso muy ilustrativo de este tipo de ondas es la onda sinusoidal producida en una cuerda que tiene en su extremo un resorte, situado con el eje perpendicular a la misma. El resorte se hace oscilar siguiendo un movimiento armónico simple (MAS), de una determinada amplitud ({\displaystyle A}), pulsación {\displaystyle \omega } , periodo {\displaystyle T} y frecuencia {\displaystyle f} . En la cuerda se observa una sucesión de crestas y valles, describiendo un patrón que se va repitiendo en forma de sinusoide u onda armónica. El MAS generador de la onda le ha proporcionado a esta sus características temporales {\displaystyle \omega } , {\displaystyle T} y {\displaystyle f}. 
Por otro lado, la cuerda, que es el medio de propagación de la onda, completa la descripción suministrando dos parámetros espaciales {\displaystyle \lambda } y {\displaystyle k}. El primero, llamado longitud de onda corresponde a la longitud de un patrón completo, en un instante de tiempo; por ejemplo, la distancia entre dos crestas o dos valles consecutivos. Cada patrón de la onda viaja a una velocidad {\displaystyle v} de propagación recorriendo una distancia igual a la longitud de onda en el tiempo de un periodo {\displaystyle T} , por lo que la velocidad de la onda viene dada por la siguiente relación: {\displaystyle v=\lambda /T} y también {\displaystyle v=\lambda \cdot f} o {\displaystyle v=\omega /k}.

#### Ondas periódicas longitudinales

Generación de ondas periódicas en el seno de un fluido dispuesto en el interior de un tubo muy largo por el extremo derecho. Un émbolo situado en el extremo izquierdo provoca expansiones y compresiones en el fluido que se propagan en forma de una onda periódica.

La onda se denomina longitudinal cuando la oscilación de las partículas del medio se realiza en la misma dirección que la de propagación de la onda. La forma de propagarse una onda longitudinal en un medio material se efectúa mediante la compresión y expansión periódicas del medio elástico. Para comprenderlo se puede considerar el ejemplo de un tubo cerrado con un fluido en su interior y un émbolo que comprime o expande alternativamente el fluido siguiendo un MAS. El tubo está colocado horizontalmente (donde está situado el eje x) y la superficie del émbolo, que genera las oscilaciones de izquierda a derecha, colocado verticalmente.
Cuando el émbolo comprime el fluido en contacto con él, aumenta la presión en esa zona, y, a su vez, esa región empuja a la inmediata propagándose así la onda por el tubo, transmitiendo así la perturbación de izquierda (desde el lugar donde está el émbolo) a derecha a lo largo del fluido. Cada partícula del fluido oscila en la dirección de propagación de la onda con las mismas características que el MAS del émbolo. Si se atiende a la periodicidad de la onda, como depende de la variable espacial, {\displaystyle x}, y del tiempo, en el caso de ondas periódicas, al igual que con las ondas transversales, se hablará de una periodicidad temporal caracterizada por el periodo {\displaystyle T} y una periodicidad espacial caracterizada por la longitud de onda {\displaystyle \lambda }.
Al considerar las ondas longitudinales que se propagan en un tubo de fluido, la forma de determinar experimentalmente la longitud de onda consistirá ahora en, fijado un tiempo t, medir la distancia entre dos máximos ( o mínimos ) consecutivos de la onda de presión en el tubo de fluido.

#### Ondas armónicas
Como ya se comentó al introducir las ondas periódicas, el ejemplo más básico de onda periódica es la onda armónica. La función armónica que representa a la onda viajera, en una dimensión, describiendo el movimiento hacia la derecha a lo largo del eje x, puede venir dada por una expresión de forma coseno:
{\displaystyle y(x,t)=A\ cos[k(x-vt)]},

En esta animación se muestra cómo al ir aumentando la frecuencia, el periodo va disminuyendo. La amplitud se ha mantenido constante e igual a 1 mm.

también de la forma seno o bien, añadiendo al argumento de cualquiera de las dos funciones trigonométricas, seno o coseno, una fase arbitraria constante {\displaystyle \phi }. La formulación matemática es la misma para las ondas transversales y para las ondas longitudinales, poniendo especial atención en el argumento espacial de la onda y en la propia variable dependiente que define a la onda; ambas variables escalares deben cumplir con la relación longitudinal o transversal de que se trate. Para distinguirlas es preciso tener claro el sentido físico de la onda que se está tratando en cada caso. En las primeras, las partículas de la cuerda realizan movimientos armónicos normales a la dirección de propagación y en las segundas las partículas del fluido realizan movimientos armónicos en la misma dirección de propagación.
Por último, resulta de interés introducir el parámetro {\displaystyle k} llamado número de onda que está relacionado con la longitud de onda en relación inversa, a través de la expresión: {\displaystyle k=2\pi /\lambda }. En tres dimensiones, el vector de onda, es la extensión natural del número de onda {\displaystyle k}. Sin embargo, como vector, el vector de onda, lleva además la información de la dirección y el sentido de la velocidad de propagación de la onda.

Avance de la onda en un tiempo igual al periodo T. El espacio recorrido por la onda en un periodo es su longitud de onda, siendo v la velocidad de propagación.

En función de los parámetros {\displaystyle k} y {\displaystyle \omega }, una formulación muy utilizada para expresar la onda es:
{\displaystyle y(x,t)=A\,cos(kx-\omega t)}
(las unidades de la pulsación {\displaystyle \omega } son rad/s y las del número de onda {\displaystyle k} son rad/m). Ambas magnitudes están relacionadas con la velocidad de propagación de la onda como {\displaystyle v=\omega /k} .
Una onda armónica está originada por un MAS en la fuente. La dirección de propagación es el eje {\displaystyle x}. Cada punto del medio adquiere describe entonces también un MAS. de la misma frecuencia y amplitud que el MAS original. Si es una onda transversal, la oscilación de las partículas del medio es perpendicular al eje {\displaystyle x}. Es el caso de una onda en una cuerda. En cambio si es una onda longitudinal, la dirección de oscilación es la misma que la dirección de avance (eje {\displaystyle x}) .
La expresión obtenida corresponde a las ondas que se desplazan en el sentido {\displaystyle +x}. Si la onda se desplazase en el sentido {\displaystyle -x} se obtendría:
{\displaystyle y(x,t)=A\,cos(kx+\omega t)}.
Por tanto la expresión general para una onda armónica que se propaga a lo largo del eje {\displaystyle x} es:
{\displaystyle y(x,t)=A\,cos(kx\pm \omega t+\phi )},
se incluye además un ángulo genérico de fase {\displaystyle \phi } para mayor generalidad.  
Debido a que la función representativa de una onda depende de dos variables independientes {\displaystyle x} y {\displaystyle t}, se pueden obtener dos representaciones gráficas distintas: o bien en función del tiempo fijando un valor de la posición {\displaystyle x}, o bien en función de la posición fijando un valor temporal {\displaystyle t}, como se aprecia en la figura.
Para observar la periodicidad temporal ({\displaystyle y} vs {\displaystyle t}): se fija un valor {\displaystyle x_{A}} para la posición y se describe como oscila en el tiempo la partícula situada en {\displaystyle x_{A}}, {\displaystyle y(x_{A},t)=A\,cos(kx_{A}\pm \omega t)}.
Para mostrar la periodicidad espacial ({\displaystyle y} vs {\displaystyle x}): se fija un valor {\displaystyle t_{B}} para el tiempo y se describe la forma de la onda en ese instante determinado {\displaystyle t_{B}}, {\displaystyle y(x,t_{B})=A\,cos(kx\pm \omega t_{B})}.

## La Ecuación de Ondas en una dimensión. Principio de Superposición. Soluciones a la ecuación de Ondas

### La Ecuación de Ondas en una dimensión
Como las magnitudes asociadas a cada proceso físico están gobernadas por leyes dinámicas que pueden expresarse en forma de ecuaciones diferenciales, el objetivo es presentar la ecuación diferencial que caracterice al movimiento ondulatorio en una dimensión. Dicha ecuación es una ecuación diferencial lineal en derivadas parciales de segundo orden en el espacio, con propagación en la dirección del eje {\displaystyle x}, y en el tiempo {\displaystyle t}, que se expresa como:
{\displaystyle {\frac {\partial ^{2}y}{\partial t^{2}}}=v^{2}{\frac {\partial ^{2}y}{\partial x^{2}}}}  ; ECUACIÓN DE ONDAS EN UNA DIMENSIÓN
En ella figuran:
- la perturbación o función de onda {\displaystyle y},
- la posición {\displaystyle x},
- el tiempo {\displaystyle t} y
- la velocidad de propagación {\displaystyle v}.
La solución general de la ecuación diferencial es: 
{\displaystyle y(x,t)=a\,f_{1}(x-vt)+b\,f_{2}(x+vt)} , siendo {\displaystyle a} y {\displaystyle b} constantes reales.
Representa la superposición de una onda propagándose en sentido positivo del eje {\displaystyle x}, ({\displaystyle f_{1}(x-vt)}, alejándose del origen con velocidad {\displaystyle v} hacia la derecha, la onda progresiva, y otra onda propagándose hacia la izquierda, en sentido negativo del eje {\displaystyle x} , {\displaystyle f_{2}(x+vt)}, también con velocidad {\displaystyle v}, la onda regresiva. Basta cambiar el sentido de la velocidad {\displaystyle v} por {\displaystyle -v} en el argumento de la onda para cambiar el sentido de propagación de la onda y una onda que se propagaba hacia la derecha con argumento {\displaystyle (x-vt)}, se propague hacia la izquierda con argumento {\displaystyle (x+vt)}.
A excepción de las ondas estacionarias que son la superposición de una onda progresiva y una onda regresiva que se propagan con la misma velocidad y sentidos opuestos, en general en las descripciones y ejemplos, se suele utilizar la onda viajera progresiva con el argumento {\displaystyle (x-vt)}.
Si se trata de una onda armónica, se puede expresar como:
{\displaystyle y=y_{0}\,sen(kx-\omega t+\phi )},
en esta expresión, además del argumento característico de la onda, con número de onda {\displaystyle k} y pulsación {\displaystyle \omega }, lleva incorporado un ángulo genérico de fase {\displaystyle \phi } para mayor generalidad. Las dos constantes independientes de la onda armónica, la amplitud {\displaystyle y_{0}} y la fase {\displaystyle \phi } son consecuencia de satisfacer una ecuación diferencial de segundo orden. Una vez conocidas ambas (mediante condiciones iniciales), proporcionan una onda armónica que es solución única a la ecuación de ondas.

### Principio de superposición: Linealidad de la Ecuación de Ondas
Cuando dos ondas se propagan en el mismo medio coincidiendo en el espacio y en el tiempo y sus contribuciones no lineales son pequeñas entonces obedecen al principio de superposición. Si se desplazan a lo largo de una cuerda tensa con amplitudes pequeñas, el desplazamiento real de cualquier punto de la cuerda y en cualquier instante, se obtiene sumando el desplazamiento que tendría el punto si sólo estuviera presente la primera onda, con el desplazamiento que tendría si sólo estuviera presente la segunda; es lo que se conoce como el principio de superposición para el movimiento ondulatorio. Es una consecuencia importante de la Ecuación de Ondas que, como se ha explicado más arriba, es una ecuación diferencial lineal de segundo orden en las variables espaciales y el tiempo. Al ser una ecuación lineal, la superposición , o combinación lineal, de dos funciones (ondas) que son solución de la Ecuación de Ondas, también es solución de la misma ecuación y , por tanto, también su resultado es una onda. Así, la función de onda {\displaystyle y(x,t)} que describe el movimiento resultante de la superposición en una dimensión, se obtiene sumando las dos funciones de onda de las dos ondas individuales que inciden en una posición x, en un instante t. De forma general,
{\displaystyle y(x,t)=\alpha \;y_{1}(x,t)+\beta \;y_{2}(x,t)=\alpha \;y_{1}(x-vt)+\beta \;y_{2}(x+vt)} - Principio de Superposición -
siendo {\displaystyle y_{1}(x-vt)\;,y_{2}(x+vt)} dos soluciones linealmente independientes de la Ecuación de Ondas en una dimensión; {\displaystyle \alpha } y {\displaystyle \beta } son dos constantes reales.

### Soluciones a la ecuación de Ondas

#### Geometría de las Ondas. Ondas en dos y tres dimensiones

Frente de onda de una onda plana viajando en el espacio tridimensional

Hasta ahora se han explicado las ondas propagándose en una dimensión por la facilidad para explicar los fundamentos de las ondas. Sin embargo, si una onda se propaga en un espacio de dos o tres dimensiones es necesario extender la ecuación de ondas de acuerdo con las correspondientes dimensiones del espacio en el que se propaga, así como tener en cuenta la geometría de la fuente y las características del medio en el que se propaga la onda (condiciones de isotropía y homogeneidad).

Aquí se describirán las soluciones a la ecuación de ondas de acuerdo con la geometría resultante para su propagación. Por ello es necesario introducir dos nociones geométricas para describirla. La primera es la noción del frente de onda como las superficies definidas por todos los puntos del espacio que presentan el mismo estado de perturbación en un mismo tiempo. La segunda es la noción de rayo definido como aquellas direcciones que son perpendiculares a un frente de onda y que definen, a su vez, la dirección de la velocidad de propagación de la onda. Atendiendo a la forma del frente de onda aparecen las tres formas de onda más importantes, las ondas planas (fuente plana), las ondas esféricas (fuente puntual) y las ondas cilíndricas (fuente lineal). En el primer caso, las ondas planas, los frentes de ondas son planos paralelos, en las ondas esféricas los frentes de onda son esferas concéntricas; y si se trata de ondas cilíndricas, los frentes de onda son cilindros concéntricos con la fuente.

##### Ondas planas
Una Onda plana es un tipo de onda que se propaga en una única dirección del espacio. Esto significa que el estado de la perturbación es el mismo en cada uno de los planos perpendiculares a esa dirección. Los frentes de onda son los planos perpendiculares a la dirección de propagación y los rayos son las rectas paralelas a la dirección dada. Tanto la velocidad de propagación como el vector de onda tienen la dirección perpendicular a los frentes de onda. Las ondas planas, al avanzar en una sola dirección, son la representación en 3 dimensiones de la onda analizada en una dimensión.

##### Ondas esféricas
Las ondas esféricas se producen en medios isótropos a causa de una perturbación inicial puntual (la fuente). La perturbación generada en el punto se propaga con la misma velocidad en todas las direcciones del espacio trazadas desde el punto. Los frentes de onda son, pues, superficies esféricas concéntricas, alternando vientres (máximos) y nodos (ceros) de la onda, construidas con el mismo punto como centro. Los rayos serán todas las direcciones radiales que pasan por el punto generador. Tanto la velocidad de propagación como el vector de onda , tienen la dirección radial, perpendicular a su vez a los frentes de onda.

#### Ondas estacionarias vs ondas viajeras. Modos normales
Las ondas estacionarias son también solución a la ecuación de ondas y se forman por la superposición de dos ondas viajeras, una progresiva que se aleja del origen y otra regresiva que se acerca al mismo, de forma que el origen es un extremo fijo. En concreto, la superposición de una onda viajera progresiva {\displaystyle y_{1}(x-vt)} con otra regresiva {\displaystyle y_{2}(x+vt)}, ambas con la misma velocidad de propagación pero de sentidos opuestos, dan lugar a lo que se conoce como una onda estacionaria. Como resultado, para determinadas posiciones la amplitud de la onda es siempre nula para cualquier instante. Esta propiedad es la que le confiere la estructura de onda estacionaria. 
De este modo, la superposición de dos ondas armónicas que viajan en sentidos opuestos con la misma velocidad de propagación, frecuencia y amplitud:
{\displaystyle y=y_{1}+y_{2}=A\ cos(kx-\omega t)+A\ cos(kx+\omega t)=2A\ cos(kx)\ cos(\omega t)}
da como resultado una onda estacionaria de amplitud doble y en forma de producto de funciones con las variables espacial {\displaystyle x} y temporal {\displaystyle t} separadas. La onda resultante de la superposición ha perdido su carácter de onda viajera. De este modo, una onda estacionaria se caracteriza por tener una condición determinada, en el origen, en su parte espacial de máximo (extremo fijo abierto), como en el ejemplo propuesto ({\displaystyle cos(k.0)=1}), o cero (extremo fijo cerrado).

Onda estacionaria (línea negrita). Está generada por la superposición de una onda progresiva que se propaga hacia la derecha (en azul) y una onda regresiva que se propaga hacia la izquierda (en rojo) de la misma amplitud, a lo largo del eje x con la misma velocidad. Los puntos rojos representan los nodos de la onda.

Si además se impone una segunda condición en otro extremo (segundo extremo fijo), por ejemplo en, {\displaystyle x=L} entonces se forman los modos normales en esa región del espacio entre ambos extremos, desde {\displaystyle x=0} a {\displaystyle x=L}. De esta forma un modo normal es una onda estacionaria con dos extremos fijos, quedando confinada la onda entre ambos. Además al imponer el segundo extremo, no todas las longitudes de onda y frecuencias de la onda van a ser posibles. Solamente van a ser posibles aquellas frecuencias que son múltiplo entero de la frecuencia fundamental. Son modos normales en una dimensión, pero también se extienden a dos y tres dimensiones.
Aplicaciones de interés sobre los modos normales abarcan muchos ámbitos y especialidades, no son exclusivos de las ondas mecánicas aunque si especialmente importantes. En los diferentes sistemas físicos que se pueden generar, tienen la propiedad común y universal de ver limitadas las posibles longitudes de onda siendo éstas múltiplos de las dimensiones del sistema en el que se producen y propagan. Por ejemplo, los modos normales en cuerdas y tubos de fluido, como ocurre con los instrumentos musicales, ambos ejemplos de ondas sonoras. En el caso de las ondas electromagnéticas, los modos normales de cavidades Laser. En mecánica cuántica, los modos normales de vibración en las  moléculas que sirven de base para las operaciones de simetría en la teoría de grupos. Y si se considera la gravedad cuántica cabe mencionar los cuasi modos normales de agujeros negros y estrellas de neutrones, así como en diversas aplicaciones de la ciencia con entornos muy diferentes.
Cuando, por ejemplo, se frota con el arco una cuerda del violín al aire, las ondas transversales se propagan hacia los dos extremos donde la cuerda se mantiene fija, en el puente y en la nuez superior; en estos dos extremos fijos las ondas se reflejan de nuevo. En el puente y en la nuez, las dos ondas opuestas (la que llega y la que vuelve reflejada) deben encontrarse en oposición de fase para ser canceladas entre sí, puesto que esos dos puntos están fijos y necesariamente debe existir un nodo en cada uno de ellos. A mitad de recorrido entre dos nodos hay un antinodo, o vientre, donde las dos ondas se "potencian" mutuamente al máximo. Son los modos normales de vibración que se producen en los instrumentos de cuerda. O en tubos de fluido como los tubos sonoros de los instrumentos musicales de viento. En cualquier medio material con dos extremos fijos se pueden formar modos normales. En los modos normales en cuerdas o en tubos de fluido, hay una energía neta almacenada que permite excitar a las moléculas de aire del entorno y propagar así el sonido al medio exterior. La energía en los nodos (en reposo en cualquier instante) es nula y en el antinodo o vientre es máxima (variando en función del tiempo).
La situación que se ha descrito en la cuerda del violín corresponde al llamado modo fundamental de vibración que consta de la alternancia nodo-vientre-nodo a lo largo de la cuerda. Además del modo fundamental aparecen los armónicos que se caracterizan por tener una frecuencia que es un múltiplo entero del modo fundamental manteniendo la misma velocidad de propagación. El primer armónico tendría la siguiente sucesión: nodo-vientre-nodo-vientre-nodo. El segundo armónico sería nodo-vientre-nodo-vientre-nodo-vientre-nodo. Y así sucesivamente. Para facilitar el lenguaje, al fundamental se le llama primer modo, al primer armónico, segundo modo, al segundo armónico tercer modo y así sucesivamente.
Estas propiedades de los diferentes modos normales se pueden reunir en el siguiente resumen:
- Fundamental o primer modo: dos nodos y un vientre.

- Primer armónico o segundo modo: tres nodos y dos vientres.

- Segundo armónico o tercer modo: cuatro nodos y tres vientres, y así sucesivamente con los siguientes armónicos cada vez más excitados. Las frecuencias de los armónicos se caracterizan por ser múltiplos de la frecuencia fundamental, aumentando esta al aumentar el orden del armónico.

Modos normales en una cuerda de violín. El modo fundamental y los primeros 5 armónicos. Expresado de otra forma: los seis primeros modos de oscilación de la cuerda.
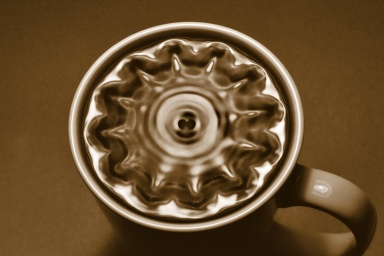
Una foto con flash de una taza de café negro vibrando en modo normal.

## Ondas Transversales en una Cuerda. Velocidad de Propagación

### Deducción de la ecuación de ondas en una cuerda

Diagrama de propagación de una onda armónica por una cuerda con una velocidad de propagación constante

Para deducir la Ecuación de Ondas(cuando la onda se origina en una cuerda estirada para pequeñas amplitudes), se va a disponer de una cuerda tensa sujeta por sus extremos, situada en el eje {\displaystyle x} y estando sometida a una tensión {\displaystyle T}. Inicialmente se encuentra en estado de equilibrio en la dirección del eje {\displaystyle x}. Si se realiza un movimiento perpendicular al eje {\displaystyle x} y se toma como referencia una porción {\displaystyle AB} de la cuerda, de masa {\displaystyle dm}, en cada uno de sus extremos actuará la fuerza tangencial {\displaystyle T} debida a la tensión inicial de la cuerda. Las componentes verticales de la fuerza {\displaystyle T} en los extremos {\displaystyle A} y {\displaystyle B} son:
{\displaystyle T_{y}=-Tsen(\theta )}  y {\displaystyle T_{y}^{\prime }=Tsen(\theta ^{\prime })}.
La fuerza resultante sobre la porción {\displaystyle AB} se debe solo a la pequeña diferencia entre las componentes verticales {\displaystyle F_{y}=T_{y}^{\prime }+T_{y}} :
{\displaystyle F_{y}=T_{y}^{\prime }+T_{y}=T(sen(\theta ^{\prime })-sen(\theta ))}

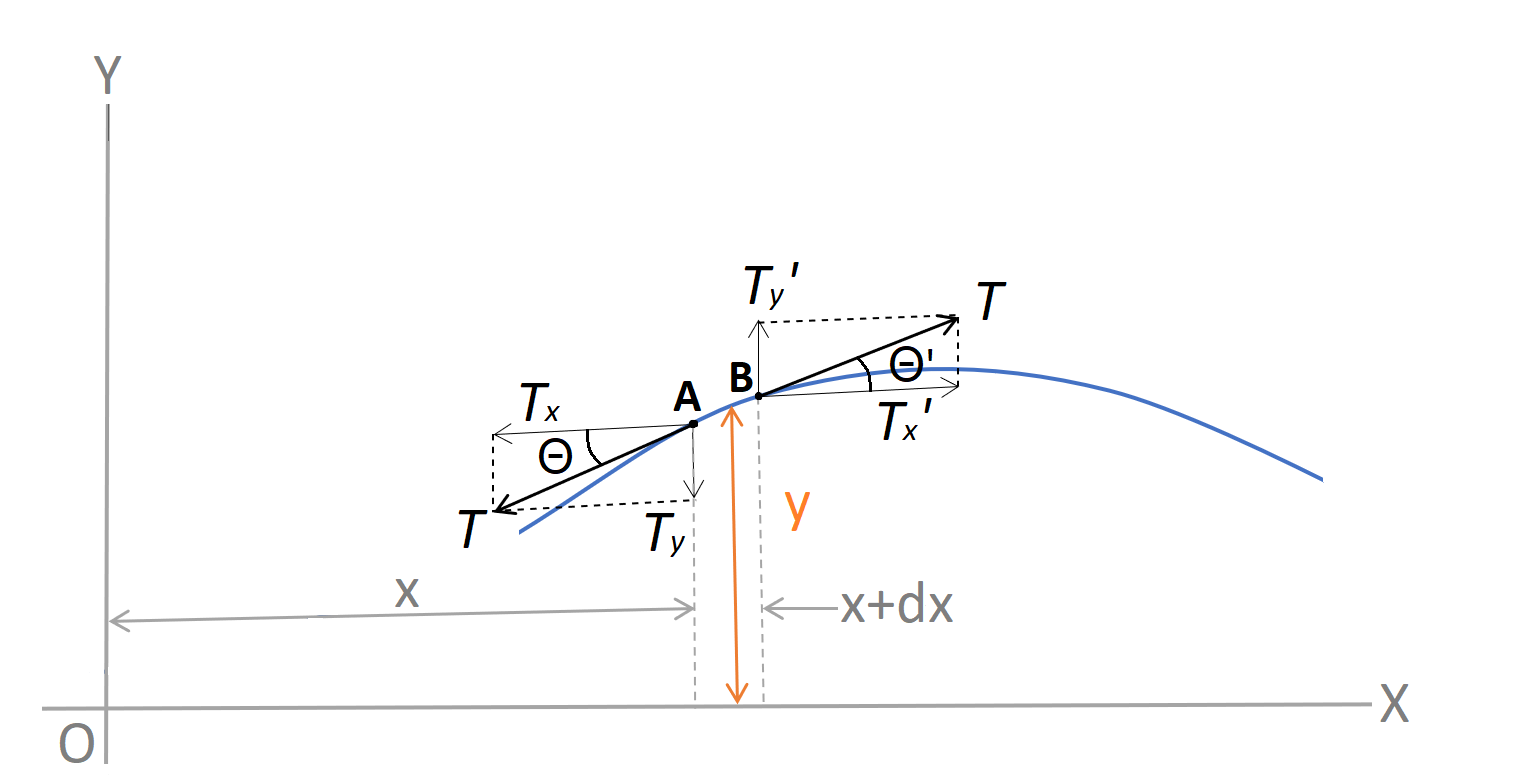
Diagrama de fuerzas en un pequeño fragmento AB de una cuerda al paso de una onda. Se observan las fuerzas tangenciales que actúan en cada extremo del fragmento AB de la cuerda. El fragmento se encuentra desplazado una cantidad de su posición de equilibrio y realiza un movimiento transversal en la dirección del eje vertical.

Si la curvatura de la cuerda provocada al paso de la onda es pequeña, los ángulos {\displaystyle \theta } y {\displaystyle \theta ^{\prime }} son también pequeños y, por ello, la función seno se puede aproximar por su tangente quedando la anterior expresión de la siguiente manera:
{\displaystyle F_{y}\approx T(tg(\theta ^{\prime })-tg(\theta ))=T{\frac {\partial }{\partial x}}(tg(\theta ))dx}
Como la {\displaystyle tg(\theta )} es la {\displaystyle {\frac {\partial y}{\partial x}}} se obtiene:
{\displaystyle F_{y}=T{\frac {\partial ^{2}y}{\partial x^{2}}}dx}
Esta fuerza transversal debe ser igual a la masa {\displaystyle dm} de la porción de cuerda {\displaystyle AB} multiplicada por su aceleración {\displaystyle a} en la dirección del eje {\displaystyle y},  {\displaystyle a={\frac {\partial ^{2}y}{\partial t^{2}}}}, y la ecuación del movimiento transversal de este segmento de cuerda quedaría: {\displaystyle F_{y}=dm{\frac {\partial ^{2}y}{\partial t^{2}}}}. La densidad lineal de la cuerda es {\displaystyle \mu ={\frac {dm}{dx}}} por lo tanto {\displaystyle F_{y}=\mu \,dx{\frac {\partial ^{2}y}{\partial t^{2}}}}. Combinando esta ecuación con la {\displaystyle F_{y}} anterior se llega a la ley del movimiento para la perturbación {\displaystyle y(x,t)}:
{\displaystyle {\frac {\partial ^{2}y}{\partial t^{2}}}={\frac {T}{\mu }}{\frac {\partial ^{2}y}{\partial x^{2}}}}  ; ECUACIÓN DE ONDAS TRANSVERSALES EN UNA CUERDA TENSA
Esta expresión representa una relación entre la derivada segunda espacial y la derivada segunda temporal de {\displaystyle y(x,t)} por medio de una constante que es , precisamente, el cuadrado de la velocidad de propagación {\displaystyle v={\sqrt {\frac {T}{\mu }}}} de la onda que, como consecuencia importante, debe aparecer en las soluciones de dicha ecuación diferencial,. Se trata de una ecuación diferencial lineal en derivadas parciales de segundo orden. Por ello, las soluciones {\displaystyle y(x,t)} pertenecen a un espacio vectorial de dimensión dos. Cualquier solución depende de la coordenada espacial {\displaystyle x} y del tiempo {\displaystyle t} y es una combinación lineal de dos soluciones linealmente independientes: una onda viajera progresiva y una onda viajera regresiva, explicadas más arriba.
El resultado obtenido se puede generalizar con la ecuación diferencial del tipo
{\displaystyle {\frac {\partial ^{2}y}{\partial t^{2}}}=v^{2}{\frac {\partial ^{2}y}{\partial x^{2}}}}.
Esta ecuación tiene como solución ondas planas que se propagan a lo largo de la dirección del eje {\displaystyle X}; es la Ecuación de Ondas en una dimensión. La velocidad de propagación de la onda es {\displaystyle v}, la raíz cuadrada de la constante positiva {\displaystyle v^{2}} que aparece en el segundo miembro, como ya se ha mencionado.

### Velocidad de propagación de una onda mecánica
La velocidad de propagación de una onda mecánica es la velocidad con la que avanza la perturbación a través del medio. En general depende de las propiedades mecánicas del mismo por lo que es constante, si estas no varían. En general, la velocidad de propagación puede expresarse en la forma:
{\displaystyle v={\sqrt {\frac {\text{propiedad elastica}}{\text{propiedad inercial}}}}}
1. Velocidad de propagación de una onda transversal en una cuerda,
{\displaystyle v={\sqrt {\frac {T}{\mu }}}}   , siendo {\displaystyle T} la tensión de la cuerda (propiedad elástica) y {\displaystyle \mu } la densidad lineal de masa de la cuerda (propiedad inercial)
2. Velocidad de propagación de una onda longitudinal en un sólido,
{\displaystyle v={\sqrt {\frac {E}{\rho }}}}  , siendo {\displaystyle E} el módulo de Young (propiedad elástica) y {\displaystyle \rho } la densidad del sólido (propiedad inercial)
3. Velocidad de propagación de las ondas longitudinales en los gases (sonido),
{\displaystyle v={\sqrt {\frac {\gamma RT}{M}}}} , siendo en este caso, {\displaystyle T} la temperatura del gas en kelvin, {\displaystyle \gamma } el coeficiente adiabático del gas (1.4 para el caso del aire), {\displaystyle R} la constante de los gases ideales y {\displaystyle M} la masa molecular del gas.

## Energía del Movimiento Ondulatorio

### ¿Qué transporta el movimiento ondulatorio?

Propagación de un pulso en una cuerda. Las secciones de la cuerda (por ejemplo la seleccionada con la flecha) se desplazan en ambos sentidos de la dirección vertical al ser alcanzadas por el avance del pulso de izquierda a derecha. La onda transporta energía que, a su paso, va suministrando a las secciones de la cuerda en forma de energía cinética

En el caso de una onda material, cuando esta se propaga por el medio, se genera un movimiento local de átomos o moléculas. Al avanzar la onda por el medio, varía el estado de movimiento de las partículas que oscilan alrededor de sus posiciones de equilibrio. Si bien las partículas del medio realizan pequeños desplazamientos alrededor de posiciones fijas y , por tanto, no son transportadas al avanzar la perturbación, sin embargo, la onda en su avance, transporta energía que va suministrando a los átomos y moléculas a su paso en forma de energía cinética. Es decir, no se propaga la materia sino una energía que permite el movimiento de las partículas del medio, una condición dinámica. De otro modo: en un movimiento ondulatorio se transmiten o propagan un momento lineal y una energía.
Para generar un pulso en una cuerda debe aplicarse una energía al extremo. Y sólo es necesario suministrar energía durante un corto intervalo de tiempo, el de duración del pulso. Por el contrario, si se quiere producir un tren continuo de ondas, es necesario suministrar energía de forma continuada.

### La potencia del movimiento ondulatorio
De acuerdo con la definición de onda, se trata de una perturbación que propaga energía sin desplazamiento de materia. Para generar una onda se necesita desarrollar una fuerza que produzca una perturbación en el medio que, de esta manera, ejerza un trabajo sobre el medio. Al propagarse esta perturbación las partículas del medio van sufriendo fuerzas y pequeños desplazamientos locales y, por tanto, ejerciéndose trabajo sobre el mismo. De esta forma se va transmitiendo la energía de un punto a otro del sistema. Esta propagación de energía se puede ver materializada en determinados efectos producidos por las ondas como por ejemplo la erosión la erosión de las olas al golpear la costa, los destrozos de las ondas sísmicas (terremotos). Dentro de las magnitudes energéticas empleadas en física habitualmente, la naturaleza dinámica de las ondas conduce al uso preferente de las nociones de potencia y de intensidad.
Para encontrar una expresión de la potencia transportada por una onda, se analizará lo que sucede en un pequeño fragmento de una cuerda de longitud {\displaystyle \Delta s} al pasar una onda transversal {\displaystyle y(x,t)} a su través viajando en el sentido positivo del eje {\displaystyle X} (mismas condiciones para el fragmento que se consideraron al deducir la ecuación de ondas).
El fragmento {\displaystyle \Delta s} forma un ángulo {\displaystyle \alpha } (en la deducción de la ecuación de ondas se le llamó θ ) con el eje {\displaystyle X} y sus componentes son {\displaystyle \Delta x} y {\displaystyle \Delta y}. Como se observa en el dibujo, la parte de la cuerda a la izquierda del fragmento ejerce una fuerza (tensión) con las componentes {\displaystyle F_{x}} y {\displaystyle F_{y}}. La pendiente de la cuerda es muy pequeña y puede expresarse como {\displaystyle tg\,\alpha \approx {\frac {\Delta y}{\Delta x}}} que a su vez representa {\displaystyle tg\,\alpha ={\frac {\partial y(x,t)}{\partial x}}} en el paso al límite cuando el pequeño intervalo considerado tiende al punto de posición {\displaystyle x}. Además, dada la pequeñez del ángulo {\displaystyle \alpha } se puede tomar con buena aproximación {\displaystyle F_{x}\approx F}. En función de las componentes de las fuerzas {\displaystyle tg\ \alpha \approx {\frac {F_{y}}{F_{x}}}\approx {\frac {F_{y}}{F}}}.

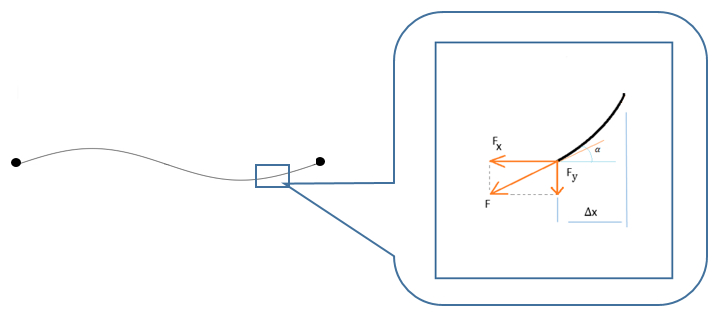
Onda transversal en una cuerda. Ampliación de la misma, en una posición de coordenada, correspondiente a un pequeño fragmento que abarca un en el eje. Se observa la fuerza tangencial a la cuerda, sus proyecciones en los ejes e, así como el ángulo utilizado para calcular la potencia generada por la onda,, en un instante a su paso por la posición.

Igualando las dos expresiones para la pendiente se obtiene: {\displaystyle F_{y}(x,t)=F{\frac {\partial y(x,t)}{\partial x}}} . La fuerza {\displaystyle F_{y}} realiza un trabajo en su pequeño desplazamiento transfiriendo energía al segmento de cuerda.
Así la potencia {\displaystyle P(x,t)}, energía transmitida por unidad de tiempo al siguiente fragmento de cuerda, es el producto de {\displaystyle -F_{y}} por la velocidad del fragmento según la dirección vertical:
{\displaystyle P(x,t)=-F_{y}(x,t)v_{y}(x,t)=-F{\frac {\partial y(x,t)}{\partial x}}{\frac {\partial y(x,t)}{\partial t}}}
Esta expresión representa la potencia instantánea transmitida a lo largo de una cuerda en función de la posición {\displaystyle x} y del tiempo {\displaystyle t}.
La ecuación de la potencia deducida anteriormente para una cuerda tensa es aplicable a otros tipos de ondas, por ejemplo a las ondas longitudinales en los fluidos.
La expresión de la potencia se puede aplicar a una onda sinusoidal, por ejemplo a la onda {\displaystyle y(x,t)=A\ cos(kx-\omega t)} que se propaga a lo largo de la dirección {\displaystyle X} en sentido positivo.
Al derivar la función de onda tanto respecto al tiempo como respecto a la posición, para obtener los dos factores de la fórmula de potencia hallada anteriormente, se obtiene:
{\displaystyle {\frac {\partial y(x,t)}{\partial x}}=-kA\ sen(kx-\omega t)} y {\displaystyle {\frac {\partial y(x,t)}{\partial t}}=\omega A\ sen(kx-\omega t)}.
Finalmente, sustituyendo en la expresión para la potencia se llega a la expresión para {\displaystyle P(x,t)} :
{\displaystyle P(x,t)=P_{max}\ sen^{2}(kx-\omega t)},
es la potencia instantánea transportada por la onda armónica y representa también una condición dinámica de naturaleza ondulatoria, donde {\displaystyle P_{max}=F\cdot k\cdot \omega A^{2}} es la potencia máxima que se obtiene cuando la función {\displaystyle sen^{2}(kx-\omega t)} es máxima.
Por otro lado el valor medio de la función {\displaystyle sen^{2}(kx-\omega t)} vale {\displaystyle {\frac {1}{2}}} y, por tanto, se obtiene otra magnitud de interés, la potencia media como:
{\displaystyle {\overline {P}}={\frac {1}{2}}F\cdot k\cdot \omega A^{2}}.
Se puede apreciar cómo la potencia media depende de la amplitud al cuadrado de la onda, es decir, la energía transportada en la unidad de tiempo por la onda promediada en un periodo es proporcional al cuadrado de la amplitud de la onda. Por tanto a mayor amplitud, mayor energía transportada.
En la siguiente gráfica se establece una posición x fija y se estudia la ley de variación de la potencia con el tiempo en dicha posición. Además, puede observarse que si bien el periodo de la onda es {\displaystyle T} como se indica en la figura, la periodicidad de la potencia instantánea tiene lugar con un periodo {\displaystyle T/2}.
Otra forma de calcular, de forma sencilla, la potencia media transportada por ondas armónicas planas en una varilla o en un tubo de fluido , se basa en observar los movimientos armónicos que realizan las partículas del medio al pasar la perturbación. Por ello, se van a considerar las ondas armónicas planas longitudinales propagándose a lo largo de un medio material. Una varilla en el caso de un sólido o un tubo relleno en el caso de un fluido. La sección de la varilla o del tubo es la misma, {\displaystyle S}. 

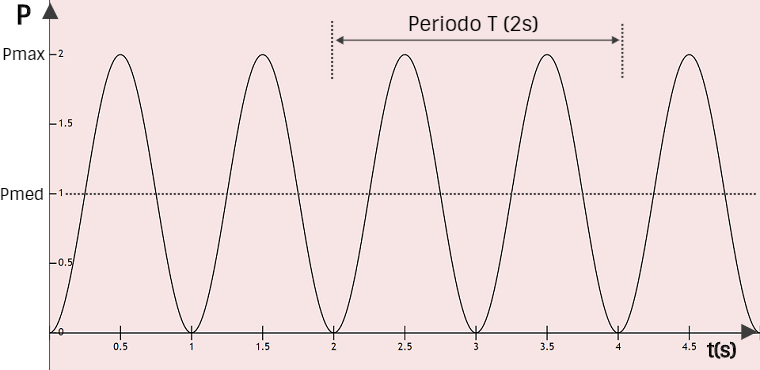
Potencia instantánea transportada por una onda armónica. Su periodo es la mitad que la de la onda que la genera. Se puede deducir a partir de la pequeña fuerza ejercida sobre una cuerda tensada en sus extremos.

A escala microscópica las moléculas realizan movimientos armónicos simples al paso de la onda. Cada una de ellas, de masa {\displaystyle m_{1}} , desarrolla una energía de {\displaystyle {\frac {1}{2}}m_{1}\cdot \omega ^{2}\cdot s_{0}^{2}}, siendo {\displaystyle s_{0}} el desplazamiento máximo de las moléculas al oscilar. Por tanto, la energía media que corresponde a una lámina (de varilla o de fluido contenido en el tubo) de medio material de masa {\displaystyle \Delta m} con las partículas realizando movimientos armónicos simples, es {\displaystyle \Delta E={\frac {1}{2}}\Delta m\cdot \omega ^{2}\cdot s_{0}^{2}}. Las dimensiones de la lámina son, superficie {\displaystyle S} y grosor {\displaystyle \Delta l} , por tanto, su volumen es {\displaystyle \Delta V=S\cdot \Delta l}.
Con estos requisitos, la potencia media transportada por la onda podrá expresarse como:
{\displaystyle {\overline {P}}={\frac {\Delta E}{\Delta t}}={\frac {\Delta E}{\Delta V}}\cdot {\frac {S\cdot \Delta l}{\Delta t}}=\epsilon \cdot S\cdot v}.
Donde {\displaystyle \epsilon } representa la energía media por unidad de volumen , {\displaystyle v} es la velocidad de propagación de la onda y {\displaystyle \Delta t} es el tiempo que emplea la onda en efectuar el recorrido {\displaystyle \Delta l}.
Es interesante observar que en esta formulación, la potencia transportada por la onda es directamente proporcional a la energía de la unidad de volumen contenida en el material y a la velocidad {\displaystyle v} de propagación de la onda.

### Intensidad del movimiento ondulatorio

Corte por el plano XY de la propagación de una onda esférica generada en el origen de coordenadas. Los frentes de onda esféricos avanzan al propagarse la onda. La intensidad de la onda en cada frente disminuye al aumentar el radio porque la energía se reparte en superficies cada vez mayores

La respuesta de un detector de ondas cuando es alcanzado por una onda depende de la magnitud física llamada intensidad o potencia recibida por unidad de superficie. Esto sucede, por ejemplo, con el oído humano que es sensible a la intensidad de la onda sonora que le impacta. La intensidad se mide en {\displaystyle [W/m^{2}]}.
Es evidente que si en una onda plana la superficie de los frentes de onda se mantiene constante también lo hará la intensidad. En las ondas esféricas, sin embargo, la potencia emitida por la fuente se distribuye sucesivamente en superficies de áreas crecientes al avanzar la onda, por lo tanto la intensidad disminuirá al aumentar la distancia.
La intensidad, {\displaystyle I}, de una onda se define como la potencia promedio {\displaystyle {\overline {P}}} transferida a través de la unidad de superficie perpendicular a la dirección de propagación:,
{\displaystyle I={\frac {\overline {P}}{S}}}
Donde {\displaystyle S} es la superficie atravesada por la onda. Esta expresión para la intensidad del movimiento ondulatorio, es válida en general tanto para ondas planas que se propagan en una dimensión como para ondas en dos (por ejemplo las generadas en la superficie del agua o en la superficie de un tambor) o tres dimensiones como las ondas esféricas, o de otra geometría. En la cuerda, al propagarse una onda plana, la sección {\displaystyle S} de la expresión anterior, será constante (la sección de la cuerda, perpendicular a la dirección de propagación). Lo mismo sucede con cualquier onda plana donde la intensidad de la misma se mantiene constante.

#### Intensidad de una onda plana
Volviendo al caso de la varilla sólida o del tubo relleno con un fluido, ambos de sección {\displaystyle A}, por donde se está propagando una onda plana longitudinal con una densidad de energía {\displaystyle \epsilon }, el cálculo de la intensidad es inmediato:
{\displaystyle I={\frac {\overline {P}}{A}}=\epsilon \cdot v}
Obsérvese que la intensidad del movimiento ondulatorio es proporcional a la densidad de energía del medio y a la velocidad de propagación de la onda.

#### Intensidad de una onda esférica
Si el medio es isótropo, entonces se producirá una onda esférica a partir de un foco puntual. La superficie de un frente de onda esférico de radio {\displaystyle r} es {\displaystyle 4\pi r^{2}}. La intensidad de la onda esférica a la distancia {\displaystyle r} del foco será;
{\displaystyle I={\frac {\overline {P}}{S}}={\frac {\overline {P}}{4\pi r^{2}}}}
Si la potencia media es constante, la intensidad disminuye como el cuadrado inverso de la distancia desde el foco, como lo expresa la siguiente ecuación:.
{\displaystyle I\propto {\frac {1}{r^{2}}}}.

## Sonido. Velocidad del sonido

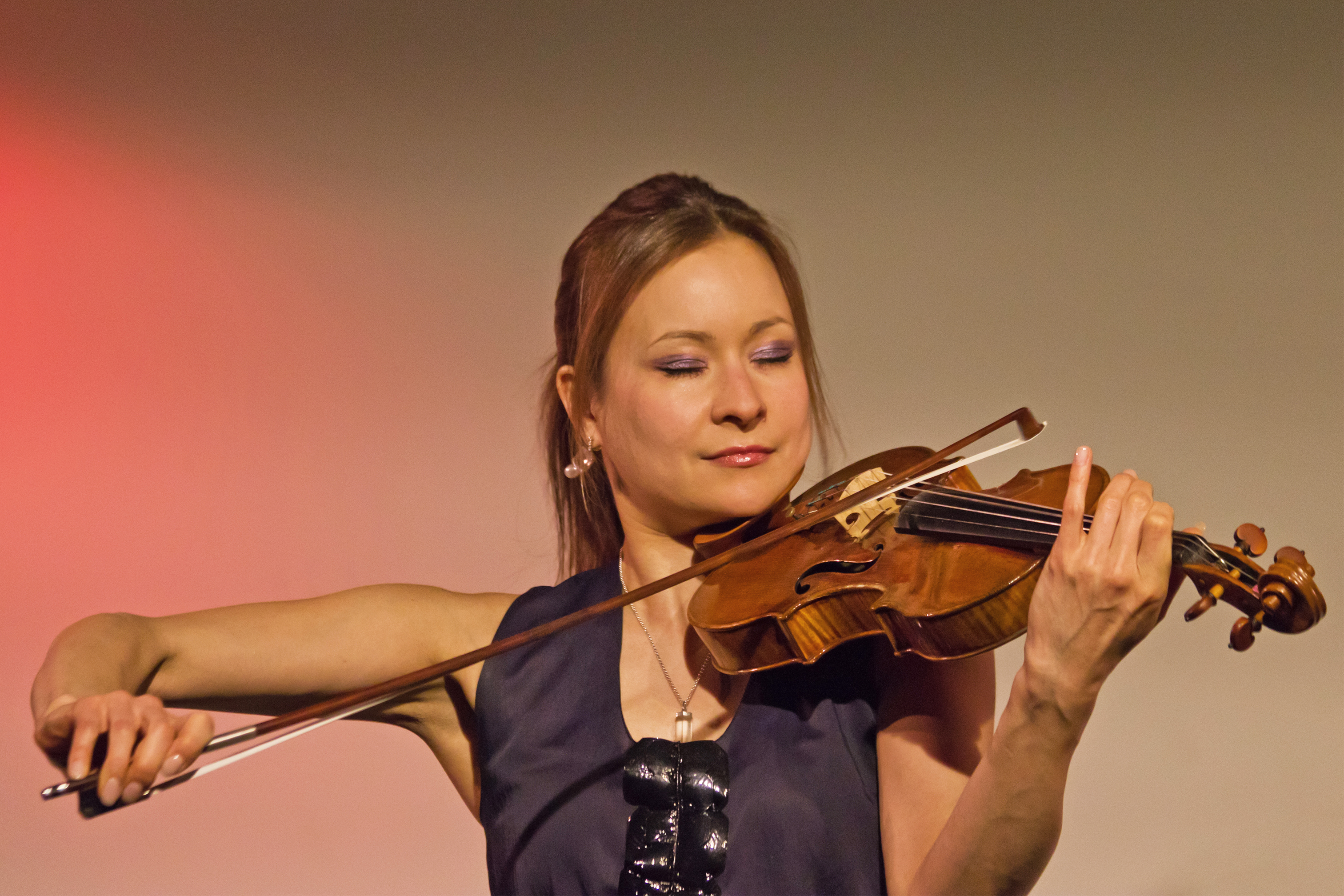
Violinista generando ondas sonoras al presionar con el arco las cuerdas tensadas del violín

El sonido es una onda longitudinal que se propaga por un medio, sólido, líquido o gaseoso, capaz de ser escuchada por el oído humano. La gama audible es el conjunto de frecuencias que el oído humano es capaz de detectar. Se extiende de 20 a 20.000 Hz, aunque el término sonido también se emplea para referirse a ondas similares con frecuencias ultrasónicas e infrasónicas.
Ampliando, pues, la noción de sonido, las ondas sonoras se pueden dividir en tres categorías según los márgenes de frecuencia:
- Ondas audibles: se encuentran dentro del intervalo de sensibilidad del oído humano. ( 20 Hz < f < 20 kHz ) Se generan de diversas formas, por ejemplo, a partir de instrumentos musicales, voces humanas y otras muchas actividades de la vida ordinaria.

- Ondas infrasónicas: se encuentran por debajo del intervalo audible ( f< 20 Hz ) . Algunos órganos de iglesia con grandes tubos son capaces de emitirlos y aunque el oído no los aprecie pueden generar una cierta sensación. Otro ejemplo es la comunicación de algunas especies de animales, por ejemplo los elefantes, aun cuando están separados por varios kilómetros.

- Ondas ultrasónicas: son las frecuencias situadas por encima del intervalo audible ( f > 20 kHz ). Un ejemplo son las generadas por los silbatos que se usan para llamar a los perros. Estos escuchan el sonido ultrasónico que emite el silbato (pero es imperceptible para los humanos). Entre los muchos usos de estas ondas se encuentran las ecografías, una técnica para la obtención de imágenes médicas y otras muchas aplicaciones como instrumentos de medida o de limpieza.

### Velocidad de las ondas sonoras
Al considerar las ondas mecánicas en general se observó que la velocidad de estas responde a una expresión de la forma:,
{\displaystyle v={\sqrt {\frac {Fuerza\ de\ restitucion\ que\ devuelve\ el\ sistema\ al\ equilibrio}{Inercia\ que\ se\ opone\ al\ equilibrio}}}}

#### Velocidad de propagación del sonido en un fluido
La fuerza de restitución representa la facilidad para comprimir y expandir el material que constituye el medio a estudiar, está medida por unidad de volumen y en un fluido viene expresada por el módulo de compresibilidad {\displaystyle B}. La inercia viene representada por la masa inercial {\displaystyle m}, que al referirse a la unidad de volumen se transforma en la densidad {\displaystyle \rho }, de manera que la velocidad de las ondas sonoras viene dada por la expresión {\displaystyle v={\sqrt {\frac {B}{\rho }}}}

#### Velocidad de propagación del sonido en un sólido
Si la Onda_sonora onda sonora se propaga a través de un sólido, en lugar del módulo de compresibilidad del fluido se debe emplear el módulo de elasticidad, también llamado módulo de Young del sólido, para obtener la velocidad de propagación de las ondas longitudinales {\displaystyle v={\sqrt {\frac {E}{\rho }}}}, siendo {\displaystyle E} el módulo de Young (propiedad elástica) y {\displaystyle \rho } la densidad del sólido (propiedad inercial).

#### Velocidad de propagación del sonido en los gases
La expresión general de la velocidad del sonido en los fluidos se puede transformar en una expresión práctica para el caso de los gases {\displaystyle v={\sqrt {\frac {B}{\rho }}}={\sqrt {\frac {\gamma RT}{M}}}} donde la primera expresión aparece más arriba al exponer las ondas mecánicas en general y es aplicable a líquidos y gases. La segunda expresión, aplicable solo a fase gas, se deduce de la anterior suponiendo una propagación en condiciones adiabáticas , {\displaystyle T} es la temperatura del gas en Kelvin, {\displaystyle \gamma } el coeficiente adiabático del gas (1.4 para el caso del aire), {\displaystyle R} la constante de los gases ideales y {\displaystyle M} la masa molecular del gas. Para el aire en condiciones normales de presión y temperatura se obtiene {\displaystyle v=331.45m.s^{-1}}

## Las ondas sonoras en fluidos: ondas de desplazamiento, densidad y presión

### Expresión matemática de las ondas sonoras
Las ondas sonoras se pueden propagar en todas las direcciones del medio a partir de la fuente generadora. Para comenzar su análisis conviene centrar la atención en el caso de la propagación en una sola dirección y en el sentido positivo de un eje, por ejemplo, del eje {\displaystyle x}. Unos modelos físicos sencillos que pueden responder a esa restricción de ondas en una dimensión, pueden ser el de una varilla constituida por un material sólido o el de un tubo largo lleno de un fluido. Para una mayor facilidad de la propagación se deben considerar ambos sistemas indefinidos (sin límites) para que no afecten las reflexiones de la onda en los límites del sistema. Por el contrario, si los sistemas son de longitud definida (tienen extremos), las ondas sonoras se reflejarán en los extremos creando una nueva situación, produciendo ondas estacionarias.
Una onda sonora armónica, se puede describir como una onda senoidal progresiva (se aleja del origen con sentido positivo de la velocidad de propagación), avanza en la dirección del eje {\displaystyle x} con una frecuencia {\displaystyle f} y una longitud de onda {\displaystyle \lambda }, mediante la ecuación
{\displaystyle y(x,t)=A\ cos(kx-\omega t)}
donde la variable {\displaystyle y} representa la elongación en la dirección longitudinal, de las moléculas del medio producidas al paso de la onda, {\displaystyle A} es la elongación máxima, {\displaystyle \omega =2\pi f} y {\displaystyle k=2\pi /\lambda }.
En cambio si la propagación se produjese acercándose al origen (onda regresiva) en el sentido negativo del eje {\displaystyle x}, en el argumento de la onda aparecería un signo positivo,
{\displaystyle y(x,t)=A\ cos(kx+\omega t)}
como se ha visto anteriormente (ondas progresivas y regresivas). La distinción fundamental entre la onda sonora armónica y otra onda mecánica armónica general, además de su rango de frecuencias, es su velocidad de propagación, característica del medio elástico en el que se propaga.

### Las ondas sonoras como fluctuaciones de presión

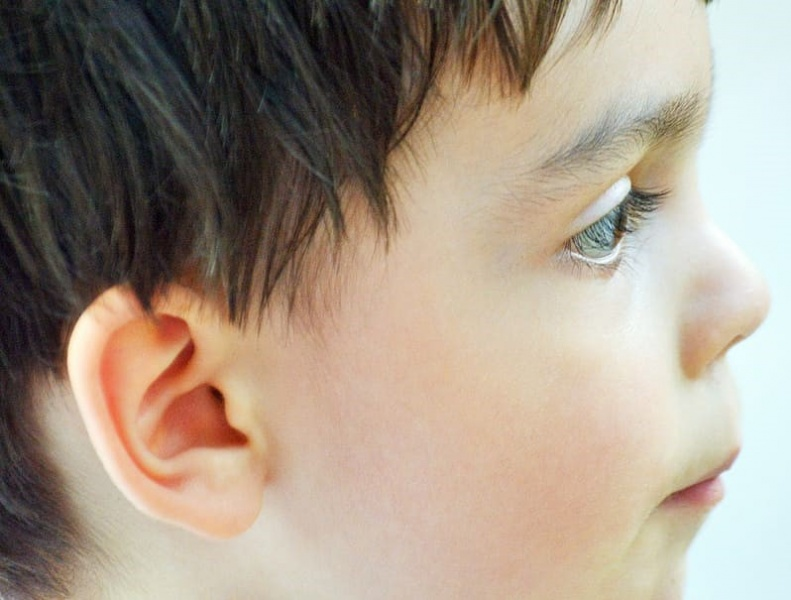
Un oído joven es capaz de escuchar los sonidos dentro de un intervalo de frecuencias comprendido entre 20 Hz y 20 kHz. Con la edad ese intervalo se va estrechando.

Las ondas sonoras al ser perturbaciones del medio producidas por una fuerza externa, se pueden describir de tres formas, como pequeños desplazamientos de las partículas del medio alrededor de sus posiciones de equilibrio, ondas de desplazamiento, como pequeñas fluctuaciones de la densidad del medio respecto a la densidad de equilibrio, ondas de densidad, o como pequeñas fluctuaciones de la presión del medio, producidas en los diferentes puntos de su recorrido, ondas de presión. La magnitud de más interés de las tres es la onda sonora de presión. El oído humano es capaz de reconocer esta variación de presión en torno a la presión atmosférica y traducir estas fluctuaciones en impulsos nerviosos por medio del tímpano y otros elementos del aparato auditivo. Por tanto, la representación de las ondas sonoras como ondas de presión es fundamental.
Las pequeñas fluctuaciones de la presión (las ondas sonoras de presión) se suelen representar, para una posición {\displaystyle x} y en un tiempo {\displaystyle t} determinados, con respecto de la presión atmosférica {\displaystyle p_{a}} o presión barométrica, como {\displaystyle p(x,t)}, también llamada presión manométrica. La presión absoluta será, por tanto, {\displaystyle p_{a}+p(x,t)}. La unidad de medida es el pascal (Pa) , es decir, {\displaystyle N/m^{2}}. Si la presión de 1 atmósfera son {\displaystyle 10^{5}} pascales, las pequeñas variaciones de la presión al propagarse la onda, son tan solo del orden del pascal.
Para la obtención de las ondas sonoras de presión, se toma un pequeño cilindro de fluido de longitud {\displaystyle \Delta x}, sección {\displaystyle S} y material cualquiera (sólido, líquido o gas) con su eje en la dirección {\displaystyle X} de propagación de la onda sonora y situado a partir de la coordenada {\displaystyle x}. Antes del paso de la onda sonora, el cilindro está en equilibrio y mantiene su longitud {\displaystyle \Delta x} y su volumen {\displaystyle V=S\Delta x}.
Si el cilindro comienza a verse afectado por una onda sonora y llamando {\displaystyle y(x,t)} a la onda de desplazamiento, el extremo que se encontraba en {\displaystyle x} se verá desplazado en una cantidad {\displaystyle y_{1}=y(x,t)} y el extremo que estaba en {\displaystyle x+\Delta x} se verá desplazado una cantidad {\displaystyle y_{2}=y(x+\Delta x,t)}. Además cuando {\displaystyle y_{2}>y_{1}} el volumen del cilindro aumentará, disminuyendo la presión, al contrario que cuando {\displaystyle y_{2}<y_{1}}. Y si {\displaystyle y_{2}=y_{1}} no habrá cambio de volumen ni variación de presión.

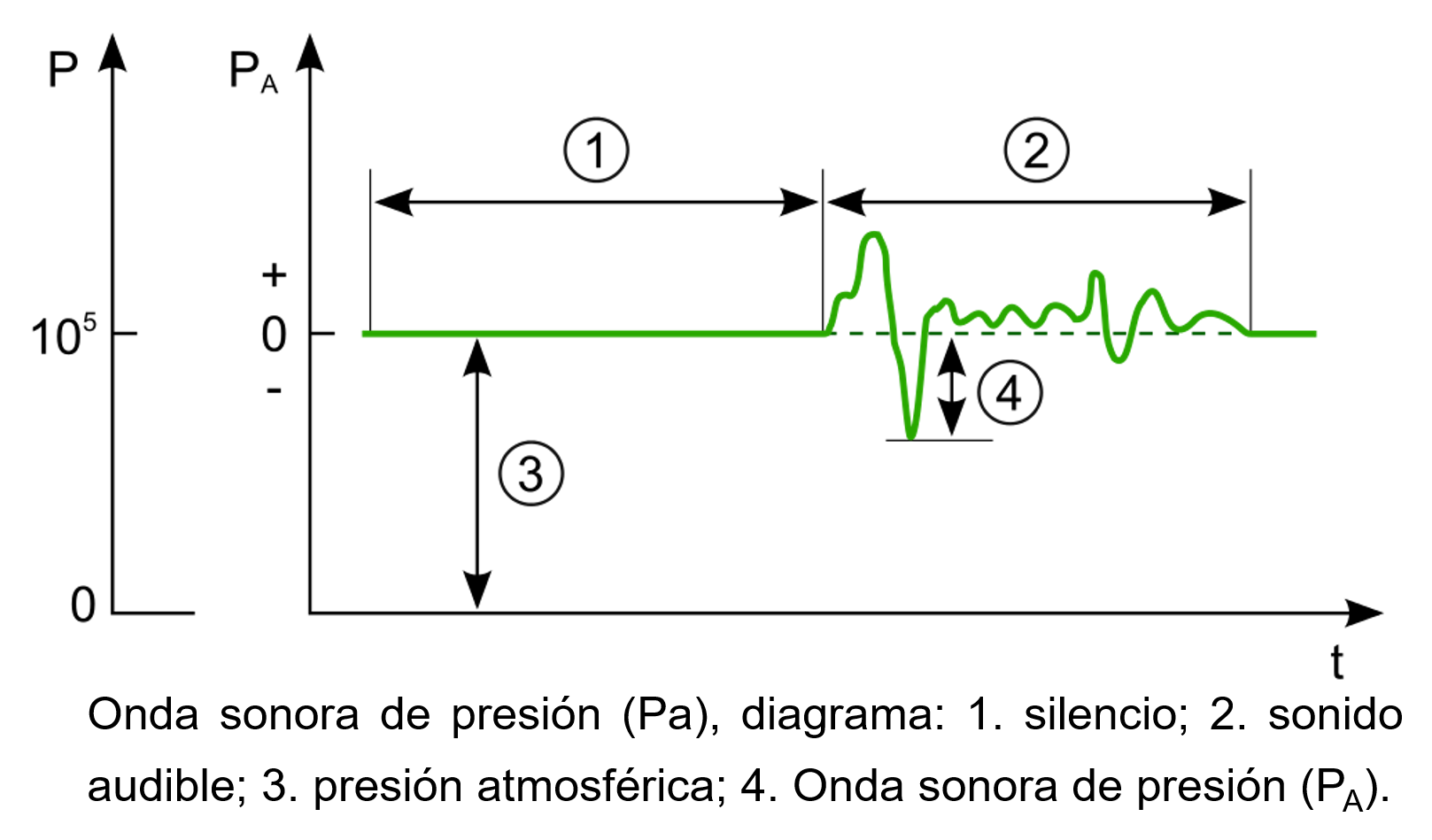
Onda sonora de presión. Diagrama que representa una pequeña perturbación (oscilación) de la presión (en pascales, Pa) respecto de la presión atmosférica P de equilibrio (alrededor de) en función del tiempo t, en una posición fija.

Al ser la onda longitudinal, la longitud {\displaystyle \Delta x} del cilindro habrá sufrido una pequeña variación {\displaystyle (y_{2}-y_{1})} pero la sección {\displaystyle S} no habrá variado. De modo que la variación del volumen del cilindro será
{\displaystyle \Delta V=S.(y_{2}-y_{1})=S.[y(x+\Delta x,t)-y(x,t)]}.
Con estas consideraciones se va a relacionar el cambio relativo de volumen {\displaystyle {\frac {dV}{V}}} del cilindro al paso de la onda (al considerar su longitud muy pequeña, es decir cuando {\displaystyle \lim _{\Delta x\to 0}}) con la primera derivada espacial de la onda por un lado y con la variación de presión {\displaystyle p} que tiene lugar, por otro. 
Así, {\displaystyle {\frac {dV}{V}}} cuando {\displaystyle \Delta x\rightarrow 0}, se tendrá
{\displaystyle {\frac {dV}{V}}=\lim _{\Delta x\to 0}{\frac {S.[y(x+\Delta x,t)-y(x,t)]}{S\Delta x}}={\frac {\partial y(x,t)}{\partial x}}}.
Por otro lado es importante tener en cuenta que el cambio relativo de volumen está relacionado con la variación de presión {\displaystyle p} mediante el módulo de compresibilidad {\displaystyle B} a través de la propia definición de este, 
{\displaystyle B={\frac {-p(x,t)}{\frac {dV}{V}}}}. Despejando {\displaystyle p(x,t)} resulta {\displaystyle p(x,t)=-B{\frac {dV}{V}}=-B{\frac {\partial y(x,t)}{\partial x}}}.
Al calcular {\displaystyle {\frac {\partial y(x,t)}{\partial x}}} a partir de la onda armónica propuesta {\displaystyle y(x,t)=A\ cos(kx-\omega t)} se obtendrá finalmente
{\displaystyle p(x,t)=BkA\ sen(kx-\omega t)=p_{max}\ sen(kx-\omega t)} ; ONDA DE PRESIÓN SONORA O ACÚSTICA.
Esta ecuación muestra que la cantidad {\displaystyle BkA} representa la máxima variación de presión manométrica y desempeña el papel de amplitud de la onda de presión, es la presión acústica máxima, {\displaystyle p_{max}=BkA}. Se observa que es proporcional al desplazamiento máximo {\displaystyle A}, al módulo de compresibilidad del medio {\displaystyle B} y depende de la longitud de onda, pues {\displaystyle k={\frac {2\pi }{\lambda }}}.
Una forma muy empleada para la relación anterior entre las amplitudes de elongación {\displaystyle A} y de presión {\displaystyle p_{max}} de la onda, se obtiene al despejar {\displaystyle B} de la fórmula {\displaystyle v={\sqrt {\frac {B}{\rho }}}}, quedando 
{\displaystyle p_{max}=(\rho v)(\omega A)}, presión acústica máxima.
También es importante observar que la onda expresada para la presión acústica {\displaystyle p(x,t)} presenta una diferencia de fase de {\displaystyle \pi /2} con respecto a la misma onda expresada para el desplazamiento o elongación {\displaystyle y(x,t)}. Si una se expresa en forma de seno la otra es coseno y viceversa. En el caso analizado la elongación obedece a la ley del coseno y la presión a la ley del seno, teniendo ambas funciones el mismo argumento {\displaystyle kx-\omega t}. Dicho de otra forma, los máximos o mínimos de presión se corresponden con los ceros de elongación y viceversa, los máximos o mínimos de elongación se corresponden con los ceros de presión.

### Ondas longitudinales en un fluido. Ondas de densidad
Las ondas sonoras armónicas están generadas por una fuente o foco en vibración. Si son de una única frecuencia, la fuente realiza un movimiento armónico simple (MAS). El foco provoca la oscilación de las moléculas del fluido más próximas, por lo que desarrollan, a su vez, un MAS respecto a su posición de equilibrio. Un modelo con el que se puede visualizar fácilmente este proceso es el de un tubo con un fluido en su interior, que se comprime al empujar con un pistón situado en uno de sus extremos, descrito en la sección 2. De esta forma se aumenta la presión en esta región. Al ir desplazándose la onda a lo largo del tubo, va comprimiendo progresivamente la región inmediata y propagando la llamada zona de ‘compresión’. Así cada zona de compresión va propagándose a regiones contiguas de modo que el efecto se repite de manera reiterada en el tiempo y el espacio. Conforme pasa la perturbación, los valores de presión, densidad y temperatura van variando ligeramente alrededor de los valores del fluido en equilibrio, generándose de esta manera un pulso de compresión que se propaga por el interior del tubo. En el caso contrario, si se tira del pistón, el fluido más próximo se expande, reduciéndose sus valores de densidad y presión, por debajo del equilibrio. Como consecuencia, se genera un pulso de expansión que se propagará conforme la onda viaja por el tubo, igual que lo hizo el pulso de compresión. 
Si el émbolo oscila siguiendo un MAS, se alternarán las compresiones y expansiones, generando ondas sinusoidales que se propagan por el tubo.

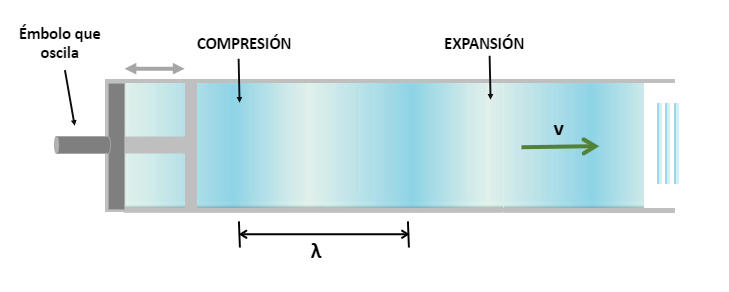
Generación de ondas sonoras longitudinales en un tubo de fluido. Se muestran las zonas de compresión y de enrarecimiento al pasar la perturbación, así como la periodicidad espacial de las mismas en un instante dado; La onda avanza hacia la derecha con una velocidad de propagación.

La compresión (aumento de presión) implica un aumento de densidad del fluido y la expansión una disminución. Si la onda sonora se mide como la fluctuación de la densidad del medio {\displaystyle \Delta \rho (x,t)} su representación matemática presentará la misma función y argumento que la presentación de la onda de presión {\displaystyle p(x,t)}. Por ello ambas formas ondulatorias poseen la importante característica de estar en fase. 
Además, de la formulación de la onda de desplazamiento (con unidades de longitud) para elongaciones:
{\displaystyle s(x,t)=s_{0}\ cos(kx-\omega t)} ,
se desprende la siguiente expresión en la formulación de la onda de presión:
{\displaystyle p(x,t)=p_{max}\ sen(kx-\omega t)}
para fluctuaciones de presión (desfasada {\displaystyle \pi /2}. respecto a la onda de desplazamiento), con dimensiones de presión y unidad el Pascal , Pa.
Para terminar con la formulación en términos de la onda de densidad:
{\displaystyle \Delta \rho (x,t)=\Delta \rho _{max}\ sen(kx-\omega t)}
para fluctuaciones de densidad, con unidades de densidad del fluido por unidad de volumen.
Es importante destacar que se trata una variación en forma de onda de tres magnitudes diferentes: elongación, presión y densidad (con diferentes unidades) y que, por tanto, son tres ondas diferentes, estando las de presión y densidad en fase y ambas desfasadas {\displaystyle \pi /2} respecto a la de elongación. Si bien cada una tiene su ecuación de ondas, las tres tienen una velocidad común: la velocidad de propagación del sonido en el tubo de fluido.

## Intensidad de las ondas sonoras y su geometría. Nivel sonoro. Sonoridad y frecuencia

### Intensidad de las ondas sonoras y su geometría
Las nociones de geometría de las ondas (frentes de onda y rayos) expuestas al considerar las ondas en general son completamente aplicables al caso de las ondas sonoras. Lo mismo sucede con las nociones básicas sobre la energía transportada por las ondas.
Dada la trascendencia de las ondas sonoras, conviene recordar aquí ,por tanto, las dos magnitudes físicas más importantes para cuantificar la energía que transportan las ondas mecánicas, que son la potencia y la intensidad. La primera empleada especialmente para describir las fuentes sonoras y el aporte energético de las ondas sonoras que generan. La segunda, para cuantificar el efecto producido en el oído y, en general, en el receptor de las ondas sonoras. Adaptada especialmente a la escala audible del oído humano hay una tercera magnitud, el nivel de intensidad del sonido que utiliza una escala logarítmica.
La forma preferente para expresar las ondas sonoras como ondas de presión, en el caso de ondas planas se escriben como:
{\displaystyle p(x,t)=p_{max}\ sen(kx-\omega t)}
o bien en el caso de ondas esféricas, se expresan de la forma:
{\displaystyle p(r,t)={\frac {h}{r}}\ sen(kr-\omega t)}.
permite presentar las expresiones de la intensidad para los ambos casos, utilizando las ondas de presión. Hay que observar que la amplitud de la onda de presión para la onda plana {\displaystyle p_{max}} es constante , sin embargo, no lo es para la onda esférica. La amplitud de esta última tiene la forma {\displaystyle {\frac {h}{r}}} donde aparece explícitamente la ley de disminución de la amplitud con la distancia {\displaystyle r}. Respecto a la constante {\displaystyle h}, se puede observar que su dimensión necesariamente debe ser de presión multiplicada por longitud (su valor numérico corresponde al de la presión a un metro de distancia de la fuente puntual). De este modo, la Intensidad del sonido es proporcional a la amplitud de la onda de presión al cuadrado, 
{\displaystyle I={\frac {1}{2}}\ {\frac {p_{max}^{2}}{\rho v}}} para las ondas planas e
{\displaystyle I={\frac {1}{2}}\ {\frac {h^{2}}{\rho v}}{\frac {1}{r^{2}}}} para las ondas esféricas.

Fuente puntual de ondas esféricas.

Según la estructura geométrica de las ondas puede haber una dependencia de la intensidad con la distancia. Las ondas planas mantienen el valor de la intensidad a lo largo de su propagación mientras que en las esféricas disminuye con el cuadrado de la distancia radial.
Si se considera una fuente idealmente puntual que emite ondas sonoras por igual en todas las direcciones posibles, se obtendrá el esquema de la figura superior. Como ya se ha visto, la intensidad de la onda sonora disminuirá conforme se aleje de la fuente. Las ondas formarán unos frentes de ondas esféricos caracterizados porque en todos los puntos de cada esfera la fase de onda es la misma. La distancia, medida radialmente, entre dos frentes de onda adyacentes que tienen la misma fase es la longitud de onda {\displaystyle \lambda } de la onda. Las líneas radiales que se dirigen hacia afuera desde la fuente son los rayos y la potencia promedio que emite la fuente debe tener una distribución uniforme sobre cada frente de onda esférico, siendo la intensidad de la onda la misma para todas las orientaciones situadas a una distancia {\displaystyle r} determinada.
La intensidad sonora en función de la potencia promedio {\displaystyle P} para ondas esféricas se expresa, como ya se vio en el caso general:
{\displaystyle I={\frac {\overline {P}}{4\pi r^{2}}}}
comprobándose que la intensidad disminuye, en efecto, en razón al cuadrado de la distancia medida desde la fuente. Sus unidades son vatios por metro cuadrado {\displaystyle {\frac {W}{m^{2}}}} .
La intensidad {\displaystyle I} de una onda, o la potencia por cada unidad de área, se define como la rapidez a la que la energía transportada por la onda se transfiere a través de una unidad de área {\displaystyle A} perpendicular a la dirección de propagación de la onda; se observa, de nuevo, como la intensidad disminuye en proporción inversa al cuadrado de la distancia desde la fuente.
La intensidad {\displaystyle I} del sonido de una onda plana de elongación máxima {\displaystyle s_{max}} es:
{\displaystyle I={\frac {\overline {P}}{A}}={\frac {1}{2}}\rho V\omega ^{2}s_{max}^{2}}
(La potencia media {\displaystyle {\overline {P}}} es la rapidez de transferencia de energía de dicha onda o la energía por unidad de tiempo promediada en un periodo de la onda).

### Nivel de Intensidad sonora

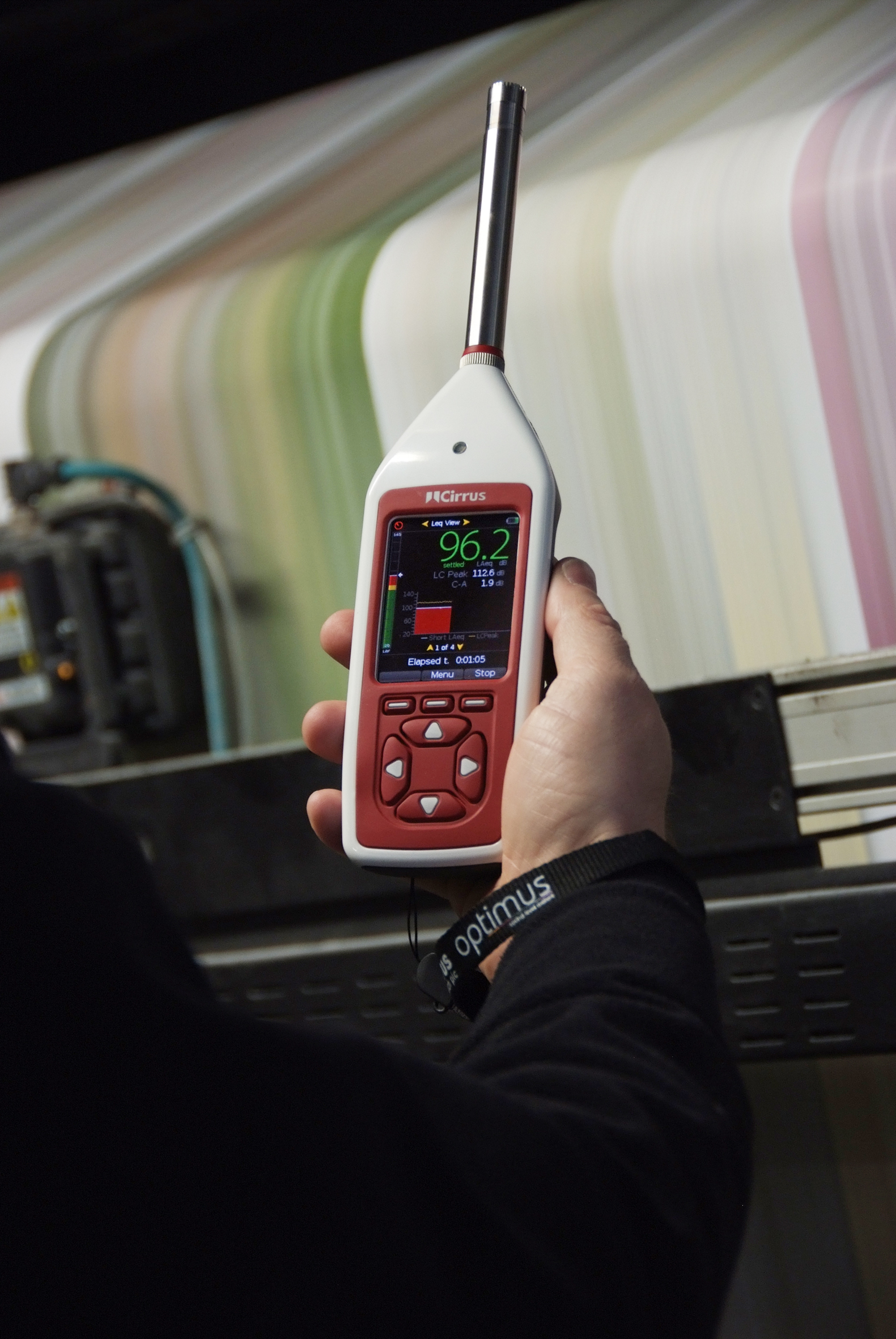
Sonómetro instrumento para medir el nivel sonoro en dB a partir de la presión acústica

Debido al amplio margen de intensidades que puede detectar el oído humano, es conveniente emplear una escala logarítmica, en la que {\displaystyle \beta } va a representar el nivel de intensidad sonora o nivel sonoro de una onda sonora al propagarse. Se define como:
{\displaystyle \beta =10\ log_{10}({\frac {I}{I_{0}}})} ; NIVEL SONORO (dB)
siendo {\displaystyle I} la intensidad del sonido cuyo nivel sonoro correspondiente es {\displaystyle \beta } . Y la constante {\displaystyle I_{0}} es la intensidad correspondiente al umbral mínimo de audición {\displaystyle I_{0}=10^{-12}\ {\frac {W}{m^{2}}}}. El nivel sonoro {\displaystyle \beta }, representa la intensidad sonora en decibelios (dB).
También se puede expresar el nivel sonoro en términos de presión acústica recordando que la intensidad sonora es proporcional al cuadrado de la misma. Por tanto,
{\displaystyle \beta =10\ log_{10}({\frac {I}{I_{0}}})=10\ log_{10}({\frac {p^{2}}{p_{0}^{2}}})=20\ log_{10}({\frac {p}{p_{0}}})},
es el nivel sonoro en términos de la presión acústica (siempre en dB). Siendo {\displaystyle p_{0}=2.10^{-5}Pa\ (N/m^{2})} el umbral mínimo de presión sonora o la presión acústica mínima que produce sensación auditiva. Aparatos de medida como el sonómetro miden la presión sonora en dB.
Una frecuencia de referencia estándar en acústica son los 1000 Hz, pero hay una gran diferencia entre las mediciones físicas y las “mediciones”  fisiológicas. Un sonido de 100 Hz y 30 dB es  fisiológicamente “igual” (produce la misma sensación sonora) al sonido de 1000 Hz y 0 dB (ambos son apenas audibles), pero no son físicamente iguales (obviamente, 30 dB {\displaystyle \neq } 0 dB). Cabe destacar también que los humanos son sensibles a las ondas sonoras, o sea a las frecuencias en el intervalo de casi 20 Hz hasta aproximadamente 20 000 Hz, haciendo que las frecuencias fuera de este margen, o sea los infrasonidos y los ultrasonidos resulten inaudibles para el oído humano.
| Fuente                                                                      | {\displaystyle I/I_{0}} | dB  | Descripción                          |
| --------------------------------------------------------------------------- | ----------------------- | --- | ------------------------------------ |
|                                                                             | {\displaystyle 10^{0}}  | 0   | Umbral de audición                   |
| Respiración normal                                                          | {\displaystyle 10^{1}}  | 10  | Escasamente audible                  |
| Rumor de hojas                                                              | {\displaystyle 10^{2}}  | 20  |                                      |
| Conversación en voz muy baja (a 5m)                                         | {\displaystyle 10^{3}}  | 30  | Apenas ruidoso                       |
| Biblioteca                                                                  | {\displaystyle 10^{4}}  | 40  |                                      |
| Oficina tranquila                                                           | {\displaystyle 10^{5}}  | 50  | Poco ruidoso                         |
| Conversación normal (a 1m)                                                  | {\displaystyle 10^{6}}  | 60  |                                      |
| Tráfico denso                                                               | {\displaystyle 10^{7}}  | 70  |                                      |
| Oficina ruidosa con máquinas; fábrica de tipo medio                         | {\displaystyle 10^{8}}  | 80  |                                      |
| Camión pesado (a 15m); Cataratas del Niágara                                | {\displaystyle 10^{9}}  | 90  | La exposición constante daña al oído |
| Tren de metro antiguo                                                       | {\displaystyle 10^{10}} | 100 |                                      |
| Ruido de construcción (a 3m)                                                | {\displaystyle 10^{11}} | 110 |                                      |
| Concierto de rock con amplificadores(a 2m) despliegue de un reactor (a 60m) | {\displaystyle 10^{12}} | 120 | Umbral de dolor                      |
| Remachadora neumática; ametralladora                                        | {\displaystyle 10^{13}} | 130 |                                      |
| Despegue de un reactor (cercano)                                            | {\displaystyle 10^{15}} | 150 |                                      |
| Motor de cohete grande (cercano)                                            | {\displaystyle 10^{18}} | 180 |                                      |

Es muy ilustrativo revisar no solo el margen de frecuencias audibles por el oído, como una de las características fundamentales del sonido sino también el margen de intensidades capaz de sensibilizar a este órgano. Grosso modo un oído promedio es capaz de apreciar los sonidos comprendidos entre un nivel de intensidad de 0 decibelios (umbral de la audición) y 120 decibelios (umbral del dolor). Aunque el fenómeno de la audición es muy subjetivo, el cuadro anterior muestra una aproximación razonable a los márgenes de intensidad de algunos sonidos ordinarios para un oído promedio.